# Rote Armee
Die Rote Arbeiter- und Bauernarmee (russisch Рабоче-крестьянская Красная армия (РККА)/Rabotsche-krestjanskaja Krasnaja armija (RKKA), kurz russisch Красная армия (КА) Rote Armee (RA)) war die Bezeichnung für das Heer und die Luftstreitkräfte Sowjetrusslands bzw. ab 1922 der Sowjetunion. Sie stammte aus der unmittelbaren Zeit nach der Oktoberrevolution, als die Bolschewiki eine Armee konstituierte, die im Russischen Bürgerkrieg den Militärverbänden ihrer Gegner (insbesondere die unter dem Oberbegriff Weiße Armee zusammengefassten Gruppen) gegenüberstand. Ab Februar 1946 trug die Rote Armee, die zusammen mit der sowjetischen Marine den Hauptbestandteil der Streitkräfte der Sowjetunion darstellte, den offiziellen Namen Sowjetarmee (russisch Советская армия (СА)/Sowjetskaja armija).
Obwohl die Rote Armee – bzw. ab 1946 die Sowjetarmee – ausschließlich die Teilstreitkräfte Landstreitkräfte, Luftstreitkräfte, Luftverteidigung (ab 1948) und Strategische Raketentruppen (ab 1960) umfasste, standen beide Begriffe in der allgemeinen Wahrnehmung oftmals für die gesamten sowjetischen Streitkräfte.
Nach der Auflösung der Sowjetunion 1991 übernahm Russland den Großteil der verbliebenen personellen und materiellen Ausstattung der Sowjetarmee und der übrigen sowjetischen Streitkräfte zur Bildung der Russischen Streitkräfte.

## Gründung und Aufbau

Hammer- und Pflugkokarde, die von der Roten Armee von 1918 bis 1922 verwendet wurde und dann durch Hammer und Sichel ersetzt wurde.

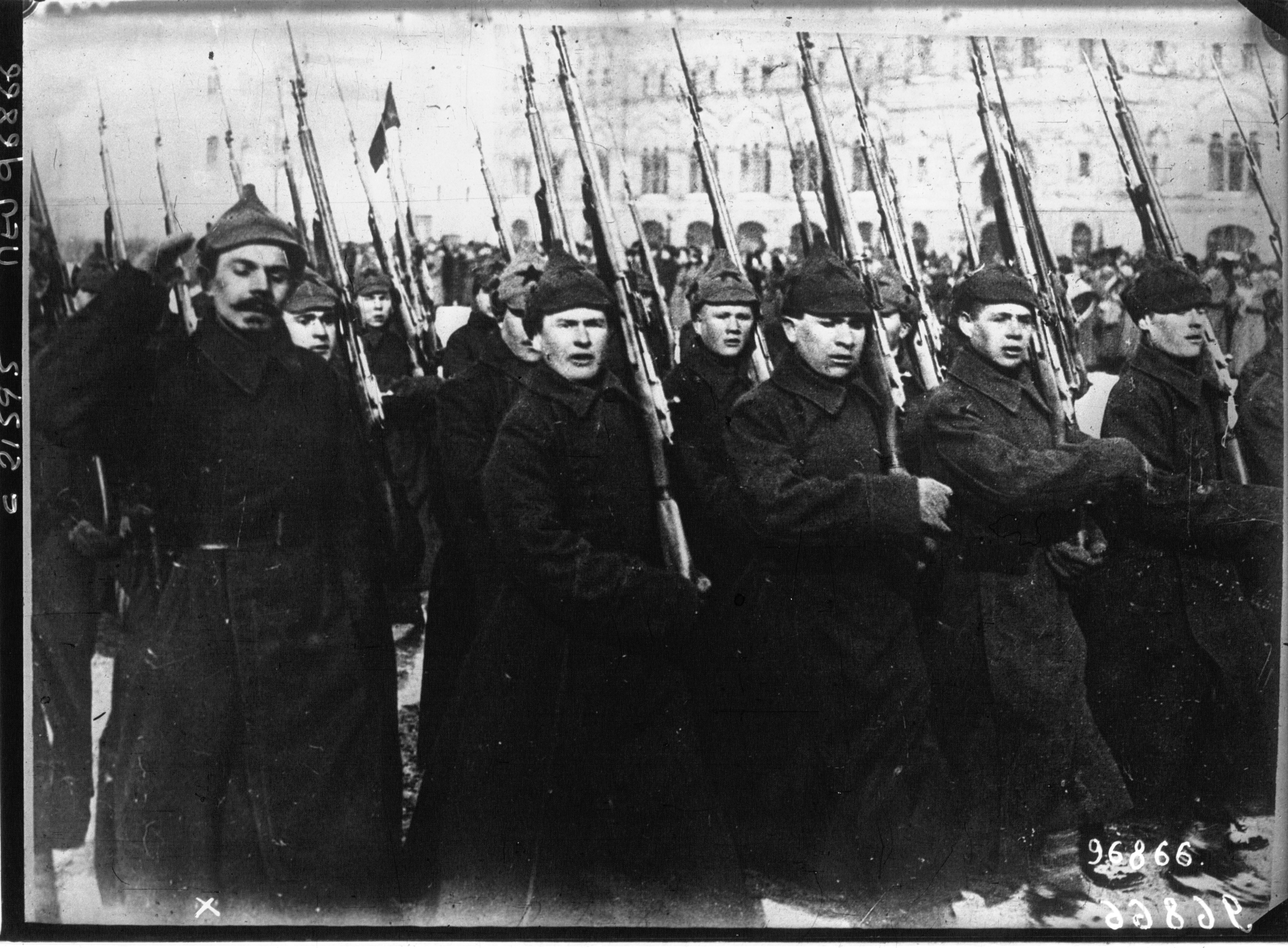
Parade der Roten Armee in Moskau 1922

Die Rote Armee wurde durch einen Beschluss des Rates der Volkskommissare am 15. Januarjul. / 28. Januar 1918greg. auf Grundlage der Roten Garde gegründet. Die Umsetzung erfolgte unter der maßgeblichen Beteiligung des Volkskommissars für Militärwesen, Leo Trotzki, der dazu auf die Hilfe von Militärspezialisten der ehemaligen zaristischen Armee zurückgriff.
Bei ihrer Gründung war die Rote Armee eine Freiwilligenarmee ohne Dienstgrade (Ränge), ohne Rangabzeichen oder besondere Hervorhebung einzelner Funktionsträger. Dadurch sollte das Ideal der Gleichheit aller Menschen betont werden. Kommandierende wurden demokratisch gewählt, und die Befehle der Offiziere konnten durch die Untergebenen diskutiert und abgelehnt werden. Dies lag begründet erstens in der Organisation der Roten Garden, aus denen sich die Rote Armee teilweise zusammensetzte, zweitens in der bolschewistischen Friedenspropaganda vor der Oktoberrevolution, welche die Soldaten der Zarenarmee zu Widerstand gegen ihre Offiziere aufrief.
Um die militärische Effizienz zu steigern, wurde dieses System kurz nach der Gründung der Roten Armee von Kriegskommissar Trotzki mit Unterstützung des Politbüros aufgehoben. Die Kommandeure wurden jetzt wieder von oben ernannt und nicht mehr gewählt. Es gab danach die Bezeichnung von Dienststellungen, aus denen sich Dienstgrade entwickelten (siehe Dienstgrade der sowjetischen Streitkräfte 1918–1935). Am 29. Mai 1918 wurde mitten im Bürgerkrieg die allgemeine Wehrpflicht für Männer zwischen 18 und 40 Jahren eingeführt, um den Kampf gegen die Weißen Garden/Armeen der antibolschewistischen Bewegungen aufzunehmen.
Die Rote Armee führte neue Uniformen ein, darunter die Budjonowka als Kopfbedeckung. Das Kampflied während des Bürgerkrieges wurde Weiße Armee, schwarzer Baron.
Wegen des Mangels an Offizieren vor allem in höheren Kommandofunktionen wurden anfangs auf freiwilliger Basis Generale und Offiziere der zaristischen Armee gewonnen. Einige Generale, wie Alexei Brussilow, Michail Bontsch-Brujewitsch, Dmitri Parski, Wladislaw Klembowski, Alexei Gutor und der erste Oberbefehlshaber der neu gegründeten Roten Armee, General Jukums Vācietis, hatten unter dem Zaren Fronten und Armeen befehligt oder hatten in hohen Stabsfunktionen gedient. Der Generalstab setzte sich zunächst beinahe ausschließlich aus solchen Offizieren zusammen, später kamen neu ausgebildete Offiziere wie der spätere Oberbefehlshaber Sergei Kamenew hinzu.
Jedem Verband der Roten Armee bis zur Bataillonsebene wurde ein Politkommissar (Politruk, политический руководитель) zugeteilt. Er besaß die Autorität, Befehle von Kommandeuren aufzuheben, die gegen die Prinzipien der KPdSU verstießen. Dies verminderte zwar die militärische Effizienz, stellte aber die politische Zuverlässigkeit der Armee gegenüber der Partei sicher.
Mit der Einführung der Wehrpflicht wurden weitere Generale und Offiziere einberufen, darunter solche, die bereits kurzzeitig in der Weißen Armee gedient hatten. Am Ende des Bürgerkriegs dienten rund 75.000 ehemalige zaristische Generale und Offiziere in der Roten Armee, von denen rund 15.000 von der Weißen Armee kamen. Zu den zaristischen Offizieren, die noch im Zweiten Weltkrieg und danach in der Sowjetarmee dienten, gehören Boris Schaposchnikow, Alexander Wassilewski und Leonid Goworow.
Oberstes militärisches Gremium während des Bürgerkriegs war der Feldstab des Revolutionären Militärrates der Republiken, der sich bis zum Ende der Kampfhandlung auf 11.000 direkte Angehörige und weitere 9000 ihm zugeordnete Soldaten aufblähte. Wegen der Kosten für diese Strukturen und der nach dem Bürgerkrieg allgemeinen Verkleinerung der Roten Armee gab es innerhalb der Partei von 1920 an Überlegungen zur Reform und Verkleinerung des Stabes. Am 10. Februar 1921 befahl der Zentrale Militärrat, den Feldstab und den Revolutionären Kriegsrat zum Stab der Roten Arbeiter- und Bauernarmee zu vereinen. Das neue Gremium verfügte über ein deutlich breiteres Aufgabenspektrum als die Generalstäbe westeuropäischer Staaten, das in den folgenden Monaten noch ausgeweitet wurde. Der Stab der Roten Armee war unter anderem verantwortlich für die Planung von Einsätzen sowie die Ausbildung und die Steuerung des allgemeinen Dienstes im Frieden, ebenso für Ausrüstung und Bewaffnung, die Vorbereitung einer möglichen Mobilisierung und die Aufstellung neuer Verbände. Die Aufklärung fremder Streitkräfte gehörte zunächst auch zum Tätigkeitsfeld, wurde jedoch bald in die eigenständige Verwaltung Aufklärung der Roten Armee ausgelagert. Der Stab war zudem als Exekutivorgan für die Umsetzung von Beschlüssen des Zentralen Militärrats verantwortlich, unterstand aber dem Volkskommissar für Verteidigung. Die Offiziere des Stabs rekrutierten sich weitgehend aus der zaristischen Militärelite: Zwischen 1922 und 1930 dienten 929 ehemalige zaristische Generalstabsoffiziere in seinen Reihen.
Unmittelbar nach dem Ende des Bürgerkriegs galt Polen als wahrscheinlichster Gegner in einem möglichen nächsten Krieg. Aber auch Rumänien, Finnland, Lettland, Litauen, Estland sowie verbleibende zaristische Gruppen wurden als denkbare Feinde in der operativen Planung berücksichtigt. Dabei wurde ausschließlich die Verteidigung geplant. Diese Grundannahmen blieb in den folgenden Jahren trotz mehrerer Überarbeitungen der Kriegspläne bestehen. Erst Ende der 1920er Jahre erstellte der Stab der Roten Armee Entwürfe für eine offensive Kriegsführung. Diese sahen im Fall zunehmender Spannungen eine verdeckte Mobilmachung und dann einen Überraschungsschlag in das Territorium des Gegners und dessen noch laufenden Aufmarsch hinein vor.
Unter der Leitung des Volkskommissars für Armee und Flotte, Michail W. Frunse – der kurz vor seinem Tod als „Vorsitzender des Revolutionären Militärrats“ noch zum Oberbefehlshaber der Armee aufstieg – wurde ab 1924 das Militär reformiert. Die Rote Armee wurde als gemischte Kader-/Milizarmee organisiert. Im Kaukasus und in Zentralasien wurden auch territoriale Truppenteile aus ortsansässigen Bevölkerungsgruppen gebildet. 1925 wurde das erste für die gesamte Sowjetunion gültige Wehrpflichtgesetz erlassen. Die Einberufung erfolgte mit dem vollendeten 21. Lebensjahr bei Dienstzeiten von zwei bis vier Jahren im stehenden Heer bzw. weniger als einem Jahr in den Milizverbänden. Zum Waffendienst wurden nur „Arbeiter und Bauern“ herangezogen; Personen anderer sozialer Herkunft wie Großbauern, Kosaken oder Bürger dienten in rückwärtigen Einheiten und Arbeitstruppen oder hatten eine Militärsteuer zu zahlen.
Teil der Reformen war auch eine Reorganisation des Stabs der Roten Armee. Dieser hatte sich aufgrund der Vielzahl von Aufgaben und des Fehlens einheitlicher operativer und militärpolitischer Grundsätze als wenig effizient arbeitendes Organ erwiesen. Ähnlich negativ bewertete das Zentralkomitees der RKP(b) die Arbeit des Revolutionären Militärrats. Dennoch erfolgte mit Befehl des Revolutionären Militärrats vom 28. März 1924 lediglich eine Zerschlagung des Armeestabs in drei Organisationen, die weiter dem Militärrat unterstanden. Der verbleibende Stab der Roten Armee blieb für die Operationsplanung und -steuerung zuständig, Verwaltungsaufgaben wurden in die neu geschaffene Verwaltung (später Hauptverwaltung) der Roten Armee verschoben und die Ausbildung der Truppe wurde fortan von der Inspektion der Roten Armee unter Sergei Sergejewitsch Kamenew geführt. Für seinen neuen Arbeitsschwerpunkt wurde der Stab der roten Armee in die Verwaltungen Operationen, militärischer Nachrichtendienst, Organisation, Mobilmachung, Militärtopographie, Militärtransportwesen, gegliedert, dazu jeweils eine Abteilung für Befestigungswesen und Militärgeschichte sowie jeweils eine Kommission für die Mobilmachung und für Pionieraufgaben. Damit wurde im Wesentlichen ein mit westlichen Generalstäben vergleichbares Aufgabenspektrum bearbeitet. Am 1. April 1924 wurde Frunse Stabschef der roten Armee, mit Michail Nikolajewitsch Tuchatschewski und Boris Michailowitsch Schaposchnikow als Stellvertretern. In den folgenden Jahren kam es zu mehreren organisatorischen Veränderungen. So wurde noch im Oktober 1924 die Inspektion wieder in den Stab der Roten Armee eingegliedert, Ende 1925 aber wieder herausgelöst. 1925 übernahmen Anfang des Jahres Kamenew und im November Tuchatschewski den Posten des Stabschefs.
Etwa 1928 endete die Phase der häufigen organisatorischen Reformen und personellen Veränderungen auf vielen Ebenen der Roten Armee. Die Personalstärke umfasste zu diesem Zeitpunkt rund 610.000 Mann in mehr als 70 Schützendivisionen, 22 gekaderten Divisionen und sieben territorialen Reserve-Schützenregimentern. An Großgerät waren 5640 Geschütze, 698 Kampfflugzeuge, 60 Panzer, 99 gepanzerte Fahrzeuge und 42 Panzerzüge verfügbar, dazu in der Flotte drei Linienschiffe, vier Kreuzer, zwölf Zerstörer, 15 U-Boote und 32 Korvetten. Da die Staatsregierung von einer starken militärischen Bedrohung ausging, wurde 1927 ein Fünfjahresplan zur weiteren Aufrüstung aufgelegt, der 1929 in Kraft trat. 4,2 Milliarden Rubel sollten im Planzeitraum aufgewendet werden. In diesem Rahmen machte Tuchatschewski eine Reihe von Vorschlägen, die der Revolutionäre Militärrat ablehnte. Der Stabschef bat daraufhin um seine Entlassung, die der Militärrat gewährte. Nachfolger wurde im Mai 1928 Schaposchnikow. Dieser erreichte im Januar 1930 schließlich, dass Teile der Hauptverwaltung, die für die Mobilmachung zuständig waren, an den Stab abgegeben wurden. Damit hatte die Organisation, wie bereits von seinem Vorgänger angestrebt, wieder alle Zuständigkeiten für einen Kriegsfall unter ihrer Kontrolle. In den folgenden Jahren wuchs die Bedeutung des Stabes weiter, unter anderem durch Abteilungen zu neuen technischen Themen, wie der Luftverteidigung oder durch die Konzentration von Doppelaufgaben, die zuvor auch an anderer Stelle bearbeitet wurden, etwa der Militärtopografie.
Nach dem Abschluss des Vertrages von Rapallo 1922 gab es zwischen den Weltkriegen eine deutsch-sowjetische Zusammenarbeit auf militärischem Gebiet. Das betraf vor allem die Luftwaffe, Panzertruppe und Chemiewaffen, deren Besitz dem Deutschen Reich verboten war. Zu diesem Zweck wurde 1925 in Lipezk die Geheime Fliegerschule und Erprobungsstätte der Reichswehr gegründet.
In der 1927 gegründeten Massenorganisation OSSOAWIACHIM wurde die sowjetische Jugend paramilitärisch geschult.

### Reform und Aufrüstung der Roten Armee in den 1930er Jahren

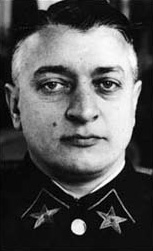
Sowjetischer Befehlshaber: Michail Tuchatschewski

Die Friedensstärke der sowjetischen Streitkräfte lag Ende der 1920er Jahre bei etwa 700.000 Mann und wuchs bis 1933 auf über eine Million an. 1931 formulierte der Stab der Roten Armee eine neue, offensivere Kriegsplanung aus, die 110 von insgesamt 122 Schützendivisionen zum Einsatz auf westlichen Kriegsschauplätzen vorsah. Entsprechendes galt für spezialisierte Einheiten. Die einzelnen Fronten sollten bis zu 300 Kilometer tief in gegnerisches Territorium eindringen. Eine Überarbeitung der Pläne 1934 legte stärkeres Gewicht auf den Fernen Osten und im Westen auf das nationalsozialistische Deutschland. Polen, Ungarn, Finnland, die Türkei, Rumänien, Bulgarien und die baltischen Staaten wurden als voraussichtliche Verbündete der Deutschen eingeplant. In den folgenden Jahren wurde die Planung mehrfach überarbeitet, mit immer höherer Einschätzung der Gegnerstärke, aber auch mit immer ambitionierteren eigenen Zielen.
Mitte 1931 wurde Alexander Iljitsch Jegorow Stabschef. Zum 20. Juni 1934 wurde der Revolutionäre Militärrat aufgelöst. Stattdessen trat im November ein Militärrat in Funktion, der aber nur noch beratendes Organ für das Volkskommissariat der Verteidigung war. Damit verbunden war eine Aufwertung des Stabes der Roten Armee bei seiner gleichzeitigen erneuten Umorganisation. Am 22. September 1935 erfolgte die Umbenennung zum Generalstab der Roten Armee. Kurz darauf war auch der Generalstab von den Stalinschen Säuberungen betroffen, in deren Verlauf bis 1939 die Zahl der ehemals zaristischen Offiziere in seinen Reihen auf rund 111 und damit gut ein Viertel sank. Die meisten Betroffenen wurden erschossen.
Das ursprünglich als Erbe des Zarismus abgeschaffte Korps der Berufsoffiziere wurde 1935 reetabliert. Den Generalstab bildeten zumeist Offiziere mit Erfahrungen aus dem Bürgerkrieg.
In dieser Zeit entwickelten unter anderem W. K. Triandafillow, Michail Tuchatschewski, J. P. Uborewitsch, I. E. Jakir, A. I. Sedjakin, G. S. Isserson, J. I. Alksnis moderne Militärtheorien, wobei dem Konzept der Tiefen Operation für zukünftige Kriege der allgemeinen Motorisierung und Mechanisierung der Armee, mit Betonung auf der Panzerwaffe, die entscheidende Rolle zukam. Dem Aufbau der Rüstungsindustrie mit dem Schwerpunkt der Panzerproduktion wurde daher im ersten und zweiten Fünfjahresplan der sowjetischen Industrie eine zentrale Position eingeräumt. Bis 1936 wurden zwischen 10.000 und 15.000 hauptsächlich leichte und mittlere Panzer gebaut. Bis zum Zeitpunkt des deutschen Angriffs auf die Sowjetunion 1941 wurde diese Zahl auf 24.000 erhöht. Die Rote Armee besaß damit die zahlenmäßig weitaus größte Panzerwaffe der Welt. (Zum Vergleich: Deutschland besaß im Jahre 1939 etwa 2500 hauptsächlich leichte und mittlere Panzer, Frankreich etwa 4000 Panzer aller Gewichtsklassen.)
Die Panzertruppe wurde zunächst in mechanisierte Korps (Panzer mit motorisierter Infanterie und Artillerie) und Panzertruppen zur Infanterieunterstützung aufgeteilt. Die ersteren sollten für tiefe Einbrüche in die feindlichen Linien und zum darauf folgenden Einkesseln und Aufrollen des Gegners verwendet werden. Die mechanisierten Korps ähnelten damit in Funktion und teilweiser Ausstattung den deutschen Panzerdivisionen.
Weiterhin war die Sowjetunion führend beim Aufbau von Luftlandetruppen. 1934/1935 wurden die ersten sowjetischen Radaranlagen RUS-1 und RUS-2 erprobt, die im Winterkrieg gegen Finnland erstmals eingesetzt wurden.
Großen Gebrauch machte die Rote Armee von Panzerzügen. 1918 verfügte sie über 23 Panzerzüge, Ende 1919 über 59 und 1921 waren es 103. Unterstellt waren sie den Panzertruppen. Die im Zweiten Weltkrieg eingesetzten Hauptarten waren die BP-35, OB-3, NKPS-42 und BP-43. Bis November 1942 wurden 78 OB-3 und NKPS-42 gebaut; vom leichten Panzerzug BP-43 21 Stück.
Unter Interpretation der sowjetischen Erfahrungen im Spanischen Bürgerkrieg wurde das sowjetische Heer erneut umstrukturiert: Die sowjetischen Militärs machten die Erfahrung, dass Panzerangriffe ohne direkte Infanterie- und Artillerieunterstützung aufgrund der relativ guten Ausstattung der Franquisten mit Panzerabwehrkanonen leicht abgewehrt werden konnten. Während die Deutsche Wehrmacht aus ähnlichen Erwägungen heraus schon früh den Schluss zog, die unterstützende Infanterie und Artillerie zu mechanisieren und im Nahbereich des Angriffs einzusetzen, löste stattdessen die Sowjetunion die mechanisierten Korps auf und gliederte ihre Panzer und motorisierten Truppen in die bestehenden Infanteriedivisionen ein. Diese Maßnahme kostete die Rote Armee einen großen Teil ihrer bis dahin vorhandenen Mobilität, da vorrückende Panzer nun gezwungen waren, ihre Geschwindigkeit der langsamen Infanterie anzupassen.
Eine andere Lehre aus dem Spanischen Bürgerkrieg sollte sich jedoch äußerst positiv für die Rote Armee auswirken. Da sich die vorhandenen Panzer T-26, BT-5 und BT-7 als zu leicht gepanzert für Sturmangriffe erwiesen, wurde die Entwicklung schwererer, besser gepanzerter Modelle in die Wege geleitet. Resultat dieser Entwicklung waren die Kampfpanzer T-34, KW-1 und KW-2, die sich im Verlauf des späteren Krieges als äußerst nützlich und den deutschen Modellen der Frühphase als weit überlegen erweisen sollten. Die Massenproduktion dieser Modelle wurde schnellstmöglich eingeleitet und ab 1939 wurden die ersten dieser Panzer an die Truppe ausgeliefert. Die Zahl der ausgelieferten Panzer blieb jedoch im Vergleich zu den vorhandenen leichten Panzern bis 1941 gering.
Die als Stalin-Verfassung bekannte Verfassung der UdSSR von 1936 erklärte im Zeichen einer weiterhin massiven Aufrüstung die Wehrpflicht nunmehr zur „heiligen Pflicht“ sämtlicher Sowjetbürger. In der Folge wurde das Wehrpflichtgesetz von 1939 verabschiedet. Es schrieb den Übergang zu einer vollständig nach dem Kaderprinzip organisierten Armee fest und setzte das Einberufungsalter auf 19 Jahre herab.
Im Laufe der dreißiger Jahre zielte die Propaganda nicht mehr primär auf die politische Dimension des Klassenkampfes ab, sondern wandte sich mehr mit dem „Sowjetpatriotismus“ den patriotischen Gefühlen der Bevölkerung zu und bezog sich positiv auf die vorrevolutionäre russische Geschichte. So wurde Krieg gegen die deutschen Angreifer als „Großer Vaterländischer Krieg“ bezeichnet, eine Bezugnahme auf den „Vaterländischen Krieg“ gegen Napoléon Bonaparte 1812. Traditionelle russische Helden wie Alexander Newski und Michail Kutusow wurden ein wichtiger Teil der Propaganda. Jedoch war in der Propaganda die Rodina, nicht einfach das Mutterland, sondern das sozialistische Mutterland, bei dem auch das erste sozialistische Land der Welt, der Sozialismus selbst und sein Potential zur Rettung der Menschheit in Gefahr war. Während des Krieges hörten Repressionen gegen die Russisch-Orthodoxe Kirche auf; die traditionelle Praxis, Waffen vor dem Gefecht kirchlich zu segnen, wurde wieder eingeführt. Die militärische Einzelleitung (russisch „единоначалие“) wurde 1943 eingeführt. Aus den Politkommissaren wurden Stellvertreter für politische Arbeit der jeweiligen Kommandeure. Rangabzeichen, Orden und Medaillen nach vorrevolutionärem Muster wurden wieder eingeführt. In jener Zeit wurden viele „revolutionären Errungenschaften“ innerhalb der Streitkräfte abgeschafft. So wurde eine strikte Grußpflicht und strenge formale Disziplin erst jetzt durchgesetzt; die Kluft zwischen Führern und Mannschaften vertiefte sich. Ein Merkmal hierfür war auch die Ausgabe repräsentativer Uniformen für höhere Offiziere und die Wiedereinführung von Generalsrängen. Die bisher üblichen nüchternen Rangbezeichnungen wie „Brigadekommandeur“ (Комбриг Kombrig) oder „Divisionskommandeur“ (Комдив Komdiw) verschwanden.
Nach den Erfahrungen des sowjetisch-finnischen Winterkrieges und des japanisch-sowjetischen Grenzkonfliktes wurde die sowjetische Panzerwaffe erneut umstrukturiert. Die zuvor aufgelösten mechanisierten Korps sollten neu aufgestellt und vergrößert werden. Dieser Reorganisationsprozess steckte beim Ausbruch des Großen Vaterländischen Krieges jedoch noch in der Anfangsphase.
Am 27. Juli 1940 wurde der Aufbau einer Flotte aus 15 Schlachtschiffen der Sowjetski-Sojus-Klasse beschlossen.

### Stalinsche Säuberungen
Während der großen Stalinschen Säuberungen, vor allem in den Jahren 1937 bis 1939, wurden sehr viele höhere Offiziere durch den NKWD in Gulags deportiert oder ermordet. Verhaftet wurden drei von fünf Marschällen der Sowjetunion, 13 von 15 Armeekommandeuren, 57 von 85 Korpskommandeuren, fast alle Kommandeure von Divisionen und Brigaden, etwa die Hälfte aller Regimentskommandeure und 75 von 80 Mitgliedern des Obersten Militärrats. Diese weitestgehende Zerschlagung des Offizierskorps sollte sich zunächst im Winterkrieg gegen Finnland und dann im Großen Vaterländischen Krieg bitter rächen.
Auch nach den Säuberungen war die Rote Armee kaum selbstständig, womit die KPdSU vor allem jegliche politische Konkurrenz abwenden wollte. Allerdings lähmte sie dadurch auch ihre militärische Handlungsfähigkeit. Beispielsweise fand die Offiziersausbildung in von der Partei geführten Akademien statt. Darüber hinaus war eine Beförderung nur möglich, wenn der fragliche Offizier Parteimitglied war, und ebenso bedurfte jeder militärische Befehl der Gegenzeichnung eines Politoffiziers. Des Weiteren bildeten Mitglieder des Zentralkomitees der politischen Aufklärung (Glawpolitproswet) das Rückgrat der militärischen Hierarchie. Routinemäßig hatten die Raketentruppen keine Verfügungsgewalt über Sprengköpfe, ebenso wenig wie die Luftlandetruppen über Transportmittel oder die Panzertruppen über Munition.
Von Anfang 1937 bis Anfang Mai 1940 wurden 34.301 Offiziere aus ihren Ämtern entfernt. Von ihnen mussten etwa 70 % den Weg in den Gulag gehen. Die Erschießungen betrafen vor allem die oberste Führungsebene, verbunden mit einer Schwächung bei den Führungsaufgaben der Roten Armee.

## Strategie
Die sowjetische Kriegslehre betont das „Primat der Offensive“. In der Infanterie-Kampfvorschrift von 1941 heißt es: „Der Offensivkampf ist die Haupt-Gefechtsform der Roten Armee“. Auch die Verteidigung wurde stets durch Gegenangriffe aktiv geführt und diente der stets einzuleitenden späteren Gegenoffensive. Unterschieden wurden vier Formen des Offensivmanövers:
- der frontale Schlag
- der Durchbruch
- der Flankenangriff
- die Umfassung

Der Frontalangriff war das grundlegendste und häufigste Manöver. Die häufigste angewandte Form war der „zerschmetternde Schlag“. Eine spezielle Form des „zerschmetternden Schlages“ war der „Stoßkeil“, auch „schneidender“ oder „spaltender“ Schlag genannt. Dabei suchte die Rote Armee nicht den einzelnen, alles entscheidenden Schlag, wie Deutschland mit der Strategie des Blitzkrieges, sondern eine Serie von zerschmetternden Schlägen mit wachsender Stärke, bei denen der letzte der mächtigste sein sollte. Dieses Prinzip kam in den zehn stalinschen Schlägen im Jahre 1944 zum Ausdruck. Die sowjetische Kriegslehre legt besonderen Wert auf das „Prinzip der Konzentration und Ökonomie der Kräfte“. Sie strebte eine kampfentscheidende Überlegenheit über den Gegner an. Die vorherrschende Form der Konzentration der Kräfte war der Hauptschlag. Die Bestimmung des Hauptschlages wurde als das vorherrschende Problem der Strategie angesehen und als von äußerster Bedeutung erachtet. Als Mindestüberlegenheit wurde in der Vorkriegszeit eine Stärkeverhältnis von 2:1 oder 3:1 betrachtet. Während des Krieges wurde, nach Garthoffs Einschätzung, ein Verhältnis von 6:1 angestrebt, bei einem Minimum von 4:1. Die Überlegenheit in der Hauptrichtung wird hauptsächlich über die „Ökonomie der Kräfte“ hergestellt, durch Einsparungen in zweitrangigen Richtungen. Die sowjetische Kriegslehre legte Wert auf eine hohe Schwungkraft des Angriffs, der die völlige Vernichtung des Feindes als Ziel hat. Nach einem Durchbruch musste die Verfolgung des Gegners eingeleitet werden, um ihn vollständig zu vernichten. Eine besonders häufig benutzte Redewendung dabei war: „bis zum letzten Ende“.
Besonders viel Wert legte die sowjetischen Kriegslehre auf die Einheit von Front und Hinterland.

### Prinzip der Planung und allseitigen Sicherstellung
Für die sowjetische Militärführung war Zufall lediglich eine Gefahr, die aus mangelhafter Planung und Voraussicht entsteht.
Garthoff meint, der Zufall kann keine normale Rolle spielen in einer Theorie wie den Marxismus-Leninismus, der behauptet den Lauf der Geschichte voraussagen zu können. Während das deutsche Militär Krieg eher als eine Kunst betrachtet, betrachtete die Rote Armee den Krieg mehr als eine Wissenschaft. So basiert für den General Lothar Rendulic ein Entschluss auf „Intuition“ und einem „gefühlsmäßigen Einleben“, über deren Geheimnis „sich auch der Handelnde nicht restlos Rechenschaft geben kann“. Die Betrachtung als Wissenschaft kommt besonders deutlich in den Formeln für die notwendige Dichte von Waffen, Sperren usw. zum Ausdruck. So hat die sowjetische Artillerie Normen für die Menge an Granaten für die Vernichtung von feindlichen Gruppierungen, abhängig vom Grad der Zerstörung, der Größe des Zieles usw. Auf diese Normen wurde großer Wert gelegt und sie waren streng einzuhalten.

## Waffengattungen

### Artillerie

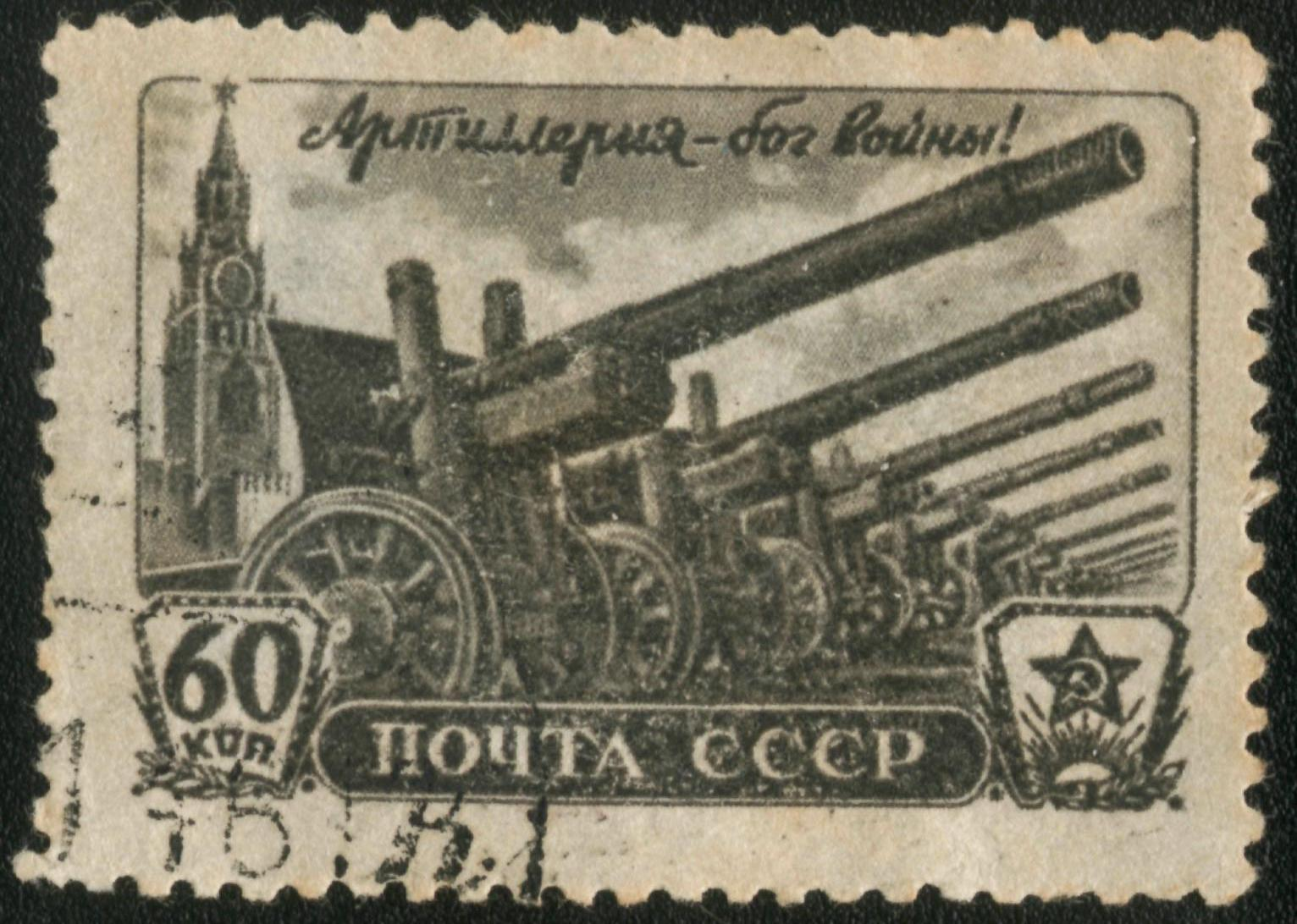
Sowjetische Briefmarke mit dem Schriftzug „Artillerie – Gott des Krieges“

Für Stalin und die sowjetische Führung war die Artillerie der „Gott des Krieges“. Sie wurde häufig „die Hauptschlagwaffe“ genannt. Generalleutnant I.S. Protschko schrieb 1946:

„Die Artillerie war und bleibt die mächtigste Waffe der Roten Armee.“

Iwan S. Konew äußerte: „Ein gut vorbereiteter Artillerieangriff verkörperte für uns die Kraft der Armee“.
So verfügte die Rote Armee von allen kriegsführenden Parteien über die größte Zahl an Artilleriewaffen. Auch der relative Anteil war bei der Roten Armee am höchsten. So stieg der Anteil der Artillerieeinheiten an der Heeresstärke von 15 % am Anfang des Krieges auf 50 % am Ende des Krieges. Schon bei Kriegsbeginn konnte man die sowjetische Artillerie in Bezug auf Geschützmaterial, Organisation, Ausbildung usw. als gut und modern bezeichnen. Alexander Stahlberg beobachtete beim Bau einer Pionierbrücke über die Memel im Juni 1941, wie diese durch sowjetische Artillerie punktgenau zerstört wurde und schätzte dies als „artilleristische Meisterleistung, wie wir sie unserem Gegner nicht zugetraut hätten“ ein. Generalstabschef Franz Halder notierte am 5. August 1941: „Truppe schreit nach Artilleriebekämpfung“.
|                     | Kampfsatz Granaten | 1. Munitions- ausstattung |
| ------------------- | ------------------ | ------------------------- |
| 82-mm-Granatwerfer  | 60                 | 120                       |
| 120-mm-Granatwerfer | 120                | 40–80                     |
| 76-mm-Kanone        | 60                 | 140                       |
| 122-mm-Haubitze     | 40                 | 80                        |
| 152-mm-Haubitze     | 30                 | 40–60                     |
| 152-mm-Kanone       | 60–80              |                           |
| 203-mm-Haubitze     | 30–40              |                           |

Die sowjetische Artillerie war von Anfang an vollständig motorisiert. Die beiden Hauptgeschützarten der sowjetischen Divisionsartillerie waren die 7,6-cm-Kanone und die 12,2-cm-Feldhaubitze. Damit blieb sie unter den 10,5 cm und 15 cm der entsprechenden deutschen Geschütze, und tauschte damit Feuerkraft gegen eine höhere Beweglichkeit ein. Der General Gotthard Heinrici notierte am 12. September 1941: „Leider sehr gut ist die russische Artillerie. Sie trifft und ist unerwünscht beweglich.“ Sehr stark wurde auch von Granatwerfern Gebrauch gemacht, die zu ganzen Granatwerferbataillonen, -regimentern und -brigaden, selbst in Granatwerfer-Divisionen zusammengefasst wurden. 1941 wurde sogar ein „Kommissariat für Granatwerferproduktion“ geschaffen.
Die Dichte der Artillerie stieg von 110 Geschützen je Kilometer beim Beginn der Offensive bei Stalingrad, 290 Geschützen je Kilometer in der Schlacht bei Kursk auf 610 Geschütze je Kilometer im Endkampf um Berlin. Nach Kenntnisstand des Generals Iwan S. Konew wurde die höchste Konzentration mit 650 Rohren je Frontkilometer beim Übergang des Teltowkanals durch die 3. Gardepanzerarmee am 24. April 1945 erreicht. Es wurden spezielle Artillerie-Durchbruchsdivisionen und Artilleriedurchbruchskorps aufgestellt, die dem Oberbefehlshaber einer Front unterstellt wurden. Dieser durfte sie nur geschlossen einsetzen, ohne sie zu zersplittern. Hatten sie ihre Aufgabe an einer Stelle erfüllt, wurden sie an andere Abschnitte verlegt.
Nach sowjetischen Angaben verschoss die Rote Armee im Zweiten Weltkrieg 775 Millionen Granaten aller Kaliber. Davon 42.105.000 in der Schlacht bei Kursk, von denen 15.500.000 vor der Schlacht deponiert wurden und 26.619.000 als Nachschub heran kamen. Sowjetische Quellen schätzen, dass die sowjetische Artillerie 70 % aller personellen und materiellen Verluste der Wehrmacht an der Ostfront verursachte.
Eine Spezialität der Roten Armee war die Zusammenfassung von Panzerabwehrkanonen zu Pakfronten.
Ab 1944 wurde jährlich am 19. November, dem Tag des Beginns der Gegenoffensive bei Stalingrad, der Tag der Artillerie begangen.
Artillerietaktik
| Operat.           | Einheit           | Zahl der Rohre | Durch- bruchs -sektor in km | Dichte pro 1 km |
| ----------------- | ----------------- | -------------- | --------------------------- | --------------- |
| Uranus Nov 42     | 5. Panzerarmee    | 1067           | 10,0                        | 107             |
| Uranus Nov 42     | 119. Division     | 0554           | 5,                          | 111             |
| Uranus Nov 42     | 421. Regiment     | 0183           | 2,                          | 091             |
| Uranus Nov 42     | 65. Armee         | 1980           | 9,                          | 220             |
| Kursker Jul 43    | 11. Gardearmee    | 2516           | 14,0                        | 180             |
| Kursker Jul 43    | 8. Gardekorps     | 0734           | 3,                          | 245             |
| Kursker Jul 43    | 11. Gardedivision | 0381           | 01,5                        | 254             |
| Kursker Jul 43    | 33. Gardekorps    | 1610           | 6,                          | 268             |
| Bagration Juni 44 | 18. Korps         | 1572           | 8,                          | 197             |
| Bagration Juni 44 | 37. Gardedivision | 0470           | 2,                          | 235             |
| Lwow Juli 44      | 60. Armee         | 2183           | 08,3                        | 264             |
| Lwow Juli 44      | 28. Korps         | 1090           | 4,                          | 272             |
| Lwow Juli 44      | 302. Division     | 0469           | 01,5                        | 326             |
| Jassy Aug 44      | 37. Armee         | 1877           | 6,                          | 313             |
| Jassy Aug 44      | 6. Gardekorps     | 0900           | 02,5                        | 360             |
| Petsamo Okt 44    | 14. Armee         | 1540           | 9,                          | 171             |
| Petsamo Okt 44    | 131. Korps        | 0684           | 4,                          | 171             |
| Petsamo Okt 44    | 10. Gardedivision | 0440           | 2,                          | 220             |
| Weichsel Jan 45   | 8. Gardearmee     | 2438           | 7,                          | 348             |
| Weichsel Jan 45   | 29. Gardekorps    | 1051           | 02,5                        | 420             |
| Weichsel Jan 45   | 27. Gardekorps    | 0517           | 01,8                        | 287             |
| Berlin April 45   | 5. Stoßarmee      | 2430           | 7,                          | 347             |
| Berlin April 45   | 13. Armee         | 2356           | 9,                          | 252             |
| Berlin April 45   | 102. Korps        | 1350           | 5,                          | 270             |
| Berlin April 45   | 147. Division     | 0450           | 01,5                        | 300             |

Für sowjetische Angriffe charakteristisch war ein halbstündiges bis mehrstündiges schlagartig eröffnetes Trommelfeuer mit größtem Munitionsaufwand nach einem gründlich ausgearbeiteten Feuerplan. Dazu wurde für die Versammlung der Artilleriemassen mehrere Wochen Zeitbedarf in Kauf genommen. Dann folgte das Schießen einer Feuerwalze, der die angreifenden Truppen dicht folgten – teils unter Inkaufnahme der Gefahr, die eigenen Leute zu treffen. Strafkompanien gingen bisweilen sogar im eigenen Artilleriefeuer vor.
Die deutsche Seite reagierte auf das sowjetische Trommelfeuer damit, die Truppen bei erkanntem sowjetischen Großangriff in rückwärtige Stellungen zu verlegen und dann nach beendeter Artillerievorbereitung wieder nach vorn zu verlegen. Diese Operationsführung wurde insbesondere von Generaloberst Gotthard Heinrici entwickelt. Daraufhin reagierte die sowjetische Seite mit der Taktik der Gewaltsamen Aufklärung sowie vorübergehenden Feuereinstellungen und fingierten Angriffen mit kleinen Stoßtrupps, Puppen oder Nebeleinsatz.
Es wurden oft auch 150 m breite Feuergassen ausgespart, in denen schon während der Artillerievorbereitung Truppen in die gegnerischen Stellungen eindrangen. Man erachtete die Verluste, die durch Artilleriefeuer den eigenen Truppen zugefügt wurden, als geringer als die Verluste, die ohne diese Taktik auftreten würden.
10 bis 15 Minuten vor dem Angriff der Panzer und der Infanterie wurde noch einmal alle Feuerkraft auf die beiden vorderen Gräben vereinigt, häufig abgeschlossen von einer mächtigen Salve aus Raketengeschützen.
In späteren Kriegsjahren, als genügend Munition zur Verfügung stand, wurde die sogenannte „Doppelte Feuerwalze“ geschossen. Bei ihr wurde permanent der Hauptfeuerstreifen mit Granatwerfern beschossen, während die Infanterie und Panzer hinter Zwischenfeuerstreifen vorgingen. Sie gewährleistete immer einen sicheren Durchbruch der Stellung. Der sowjetische General Wassili I. Tschuikow berichtete, dass er keinen Fall kenne, bei dem eine Stellung bei einer doppelten Feuerwalze nicht hätte durchbrochen werden können.
Am 10. Januar 1942 wurde durch einen Befehl Stalins das Konzept der Artillerieoffensive eingeführt. Nach diesem wurde nicht nur eine Artillerievorbereitung durchgeführt, sondern den angreifenden Truppen permanent Artillerieunterstützung geboten. Es wurde drei Phasen unterschieden:
- Artillerievorbereitung
- Artillerieunterstützung des Angriffs
- Artillerieunterstützung in der Tiefe der feindlichen Verteidigung

Dazu wurden ein großer Teil der Geschütze im direkten Richten eingesetzt. Im Gegensatz zu den Deutschen und den Westalliierten legte die sowjetische Führung den Fokus auf eine hohe Anzahl von Rohren, pro Rohr wurde aber weniger Munition verschossen. Dies hatte einige Vorteile. Man konnte mehr Munition in kürzerer Zeit verschießen, was die Feuerwucht vergrößerte. Außerdem wurde die Artillerie sehr oft, mindestens zu einem Drittel, im „direkten Schuss“ eingesetzt. Dies vereinfachte das Schießverfahren und verbesserte die Munitionsökonomie. Das kostspielige Verfahren des Manövers mit der Flugbahn wurde durch das Manöver mit den Geschützen ersetzt. Nach sowjetischer Darstellung hatte damit ein sowjetisches Geschoss eine höhere Nutzwirkung als ein deutsches. Insgesamt verschoss die deutsche Artillerie doppelt so viel Geschosse wie die sowjetische und die westlichen Alliierten das Vierfache. Die Rote Armee setzte dagegen die Geschosse extrem sparsam ein und konzentrierte sie auf den Angriff. Munitionsverschwendung wie bei den amerikanischen Truppen kam in der Roten Armee nicht vor. Nachteilig war, dass die hohe Rohrzahl wegen Munitionsmangel oft nicht ausgenutzt wurde.
Die Artillerieaufklärung und -bekämpfung war schwach entwickelt. Reger Gebrauch wurde vom Planschießen gemacht, bei dem mit großem Munitionseinsatz auch Räume beschossen wurden, in denen der Gegner nur vermutet wurde.

### Panzerwaffe
Panzerangriffe ohne Artillerieunterstützung waren verboten. Im Sommer 1942 wurden die ersten sowjetischen Panzerarmeen aufgestellt. Dem deutschen Panzergeneral Friedrich Wilhelm von Mellenthin erschienen die ersten Einsätze als völlige Fehlschläge. Er schreibt:

„In dichten Massen kurvten sie in unserer HKL herum, sie bewegten sich nur zögernd vorwärts ohne Plan. Sie standen sich buchstäblich selber im Wege, taumelten vor unsere Pak oder, nachdem sie die vordersten Stützpunkte durchbrochen hatten, taten sie nichts, um ihren Erfolg auszunützen. Sie waren unbeweglich und träge.“

Auch 1943 war noch ein Lehrjahr für die sowjetische Panzerwaffe. 1944 entwickelte sie sich hingegen zu einem „hochbeweglichen, scharfgeschliffenen Werkzeug in der Hand wagemutiger und fähiger russischer Führer“. Diese außergewöhnliche Entwicklung, urteilt Mellenthin, muss Organisation und Planung höchster Grade erfordert haben. Russische bzw. sowjetische Truppenkörper seien ab der Zarenzeit massierte, unbewegliche und langsame Truppenkörper gewesen, der Aufstieg der sowjetischen Panzerwaffe habe dies grundlegend geändert. Im Fall eines Dritten Weltkrieges hätten sich die sowjetischen Luftflotten und Panzer-Armeen „mit einer Geschwindigkeit und Entschlossenheit sondergleichen“ auf den Gegner geworfen, die alle Erinnerungen an den Blitzkrieg weit überträfen.
Fridolin von Senger und Etterlin schrieb über die sowjetischen Panzermassen, am 8. Dezember 1943 an seine Frau:

„Wie die Reiterhorden Dschingis-Khans kommen diese schwarzen Biester aus den Tiefen des Ostens und suchen uns zu überfluten […] Sie kommen in Massen angebraust und werden in Massen, oft tief im Hinterland, wo sie wie blinde Hühner herumkurven, abgeschossen.“

Mellenthin beschreibt einen Angriff der 1. Ukrainischen Front südwestlich von Pereslaw auf das XXXXVIII. Panzerkorps am 16. Oktober 1943. Nach einer zweistündigen Artillerievorbereitung, nach der das Grabensystem wie ein „frisch umgepflügter Acker“ aussah, und „viele“ der schweren Waffen und Panzerabwehrwaffen ausgeschaltet wurden, begann hinter einer starken Feuerwalze, von vielen Panzern und Schlachtfliegern unterstützt, der Infanterieangriff der „schon ein furchterregendes Schauspiel“ sei. Eine Welle nach der anderen kam „wilde Schreie“ ausstoßend „herangestampft“, so dass man schon „Nerven aus Stahl“ haben musste, um mit solchen Angriffen fertig zu werden. Mellenthin berichtet, das General Dietrich von Choltitz, damals Chef des angegriffenen Panzerkorps, glaubte die Front nicht halten zu können, und bereits die „sowjetischen Massen gleich einem Ozean mit gigantischen Wellen“ auf Deutschland hereinbrechen sah. Er habe beschlossen Hitler davor zu warnen. Zwei Tage nachdem er abgereist war, wurde der Angriff jedoch endgültig abgeschlagen.
Choltitz schrieb nach dem Krieg, das es nichts nützte wenn „von 1000 angreifenden russischen Panzern 400 erledigt wurden“, die verbleibenden 600 Panzer errangen den operativen Durchbruch und gewannen die Schlacht.
Die sowjetische Panzertaktik war nach Fridolin von Senger und Etterlin von einfacher Art und wurde nach einem Drillmuster durchgeführt, welches sorgfältig im Voraus entworfen wurde. Die Panzerführer erhielten vor dem Angriff Landkarten, auf denen Straßen und Ziele mit farbigen Strichen bezeichnet waren. Dies erforderte wenig individuelle Initiative und Urteilskraft.
Die sowjetische Panzerproduktion war groß genug, auch die Infanterie mit Panzern auszustatten. Anfang 1945 waren von den etwa 30.000 verfügbaren Panzern rund 10.000 auf die 70 Panzerkorps und selbstständigen Panzerverbände und 20.000 auf die 400 Schützendivisionen und Panzerbrigaden verteilt.
„Besonders unangenehm“ war nach Middeldorf der Einsatz der Panzer als bewegliche Artillerie. Bei dieser Taktik kämpften sowjetische Panzer aus weiter sicherer Entfernung in direktem Schuss unter geschickter Ausnutzung von Geländedeckungen, rasch auftauchend und verschwindend, ein Waffennest nach dem anderen nieder.
Am 17. September 1942 empfing Stalin den Kommandeur der 1. Panzerarmee M.J. Katukow. Er ordnete an, dass die Panzer zukünftig aus der Bewegung schießen sollten, um die gegnerischen Kanonen niederzuhalten. Auch wenn sie nicht direkt getroffen würden, müssten sich die feindlichen Soldaten erst einmal hinwerfen und sich still verhalten. Er versprach, dass die dafür zusätzlich benötigten Granaten geliefert würden.

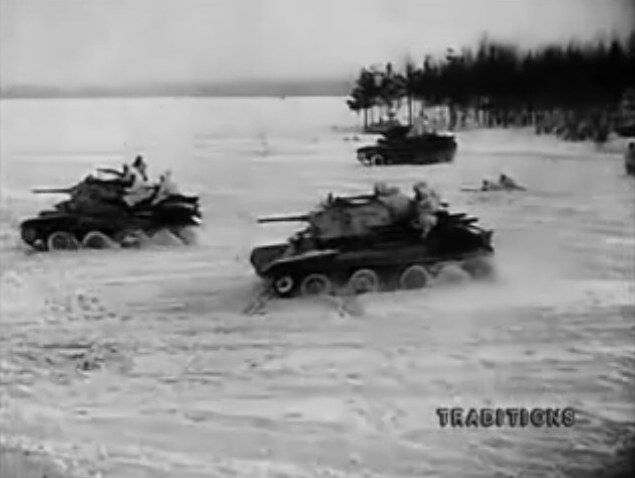
Panzerangriff mit aufgesessener Infanterie

Das Problem, den Panzern Infanterieunterstützung zu geben, löste die Rote Armee nicht durch Schützenpanzerwagen, sondern durch die „Panzerlandung“, das Aufsitzen von meist etwa zehn Mann Infanterie auf Panzern. Dazu wurden Haltegriffe an den Panzern angebracht.

### Infanterie
Die Felddienstordnung von 1936 legte fest, dass die „Verbindung zwischen der Infanterie und der Artillerie“ „unter keinen Umständen für einen einzigen Augenblick abbrechen“ darf. Die Infanterie mied den offenen Großkampf und machte den „Kampf unter besonderen Verhältnissen“, also „bei Nacht, Nebel, im Wald, in Steppenschluchten, im Schlamm, im Sumpf, bei hohem Schnee und in Dörfern“ zum normalen Infanteriekampf.
Das Hauptverfahren des sowjetischen Infanterieangriffs war der Überfall auf kürzeste Entfernung. Dazu pirschte man sich meist bei Nacht oft verbunden mit langem Frieren lautlos in die Ausgangsstellungen. Oft schanzte sich die Infanterie an die deutschen Stellungen heran.
Laut Richard Overy vermittelt die weit verbreitete Vorstellung die Sowjetunion verdanke ihren Sieg den immer größeren „Heerscharen“ von Soldaten, die sie in den endlosen Weiten Eurasiens mobilisierte, ein vollkommen verzerrtes Bild vom tatsächlichen Menschenpotenzial beider Seiten. Die Sowjetunion rekrutierte 1942 aus einer Basis von 120 Millionen Einwohnern die ihr nach den deutschen Eroberungen noch geblieben war und sie hatte 1941 5 Millionen Soldaten verloren. Demgegenüber wies Großdeutschland eine Bevölkerung von 96 Millionen auf, dazu traten rund 29 Millionen Menschen in Finnland, Rumänien und Ungarn.

#### Taktik der Menschlichen Welle
Bei frei einsehbaren Gelände hingegen erfolgte ein schlagartiger Angriff in drei bis fünf oder noch mehr Wellen, einer Taktik, wie sie mit der Karpathentaktik bereits im Ersten Weltkrieg angewandt worden ist. Beim Angriff stürmten Mann neben Mann, aus allen Handwaffen schießend, „Urraaa“ brüllend vor, um in den Nahkampf zu kommen, in dem sich die Rote Armee überlegen fühlte. Nahkampf und Bajonettfechten waren in ihr ein eigenes Ausbildungssystem. Wurde eine Welle zusammen geschossen, stürmte die nächste Welle ohne Rücksicht auf Verluste darüber hinweg. Scheiterte ein Angriff, erfolgte mit Sicherheit ein zweiter, dritter, vierter und fünfter Angriff mit derselben Rücksichtslosigkeit und Entschlossenheit.
Nach Mellenthin erfolgten die Angriffe mit einem Schwung, „den man unmöglich aufhalten konnte“; „im Nu wimmelte das Gelände vor unseren Stützpunkten von Russen“, durch „Feuer gerissene große Lücken schlossen sich fast automatisch wieder“. Zur Abwehr solcher Angriffe waren neben ausreichend Waffen und Munition gut ausgebildete, erfahrene Soldaten unter Führung entschlossener Kommandeure nötig, die vor allem die Furcht überwanden und die Nerven behielten. Diese Kampfmethoden stellten nach Mellenthin „die unmenschlichste und zugleich auch die teuerste Art zu kämpfen dar“.
Eine Direktive an alle Kommandeure und Kommissare der Divisionen und Brigaden der Westfront vom 30. März 1942, unterzeichnet von General Georgi Konstantinowitsch Schukow, stellte fest, dass in zahlreichen Briefen von Soldaten, Kommandeuren und Politarbeitern und in Diskussionen Beschwerden über das kriminelle Verhalten von Kommandeuren aller Grade eingingen, die in schlecht vorbereiteten Angriffen gegen intakte Verteidigungsstellungen, intakte Maschinengewehre und nicht unterdrückte Feuernester sinnlos Menschenleben opferten. Die Direktive bestimmte, dass jeder Angriff mit ungewöhnlich hohen Verlusten innerhalb von 24 Stunden zu untersuchen und das Ergebnis dem Hauptquartier zu melden wäre, jeder Kommandeur seinem vorgesetzten Kommandeur vor jedem Angriff einen sorgfältigen Plan zum Niederhalten des feindlichen Abwehrfeuers vorzulegen hätte und dass bei ungewöhnlichen Verlusten eine persönliche Erklärung abgegeben werden müsste, wer dafür verantwortlich wäre und was in Zukunft gegen derartige Verluste unternommen werden würde. Das 1961 vom Lehrstuhl für Geschichte der Kriegskunst an der Militärakademie M.W. Frunse herausgegebene Werk zur Entwicklung der Taktik der Sowjetarmee im Zweiten Weltkrieg, räumte ein, dass in der ersten Periode des Krieges beim Sturmangriff der Infanterie eine Reihe von Fehlern gemacht wurden die hohe Verluste verursachten. Sie wurden gegen die stärksten Abschnitte der gegnerischen Verteidigung geführt, ohne dafür über ausreichend Waffen und Gerät zu verfügen. Der reine Frontalangriff erlaubte es dem Gegner die gesamte Kraft seines organisierten Feuers auszunutzen. Es wurden keine bestimmte Durchbruchsabschnitte festgelegt, sondern die Kräfte wurden auf die gesamte Front verteilt. Die Sturmausgangsstellungen waren schlecht pioniermäßig ausgebaut und schlecht getarnt. Die Feuerstellungen der Artillerie waren zu weit entfernt und konnten den Sturm daher nicht ununterbrochen unterstützen. Die Panzer prellten häufig weit voraus und erlitten selbst schwere Verluste.

#### Massenheroismus
Die sowjetische Geschichtsschreibung betonte das Massenheldentum der sowjetischen Soldaten. So wird behauptet, dass es 200 bekannte Fälle gegeben hat, wo sich Soldaten vor die Schießscharten feindlicher Feuernester warfen. Laut Garthoff sind die sowjetischen Aussprüche „übertrieben“, jedoch hat sich der sowjetische Soldat dem Anspruch, den Heroismus zum taktischen Prinzip zu machen, gewachsen gezeigt. So sind viele Beispiele dafür, dass sich Soldaten mit Granaten unter herankommende Panzer warfen, oder feindliche Flugzeuge oder Panzer mit beschädigten Maschinen gerammt wurden, auch in nüchternen Berichten neutraler westlicher Beobachter und ehemaliger deutscher Gegner zu finden. In einem Erfahrungsbericht über den taktischen Einsatz deutscher und russischer Panzerkräfte des Panzerregimentes 33 vom 31. Juli 1942 heißt es:

„Die phantastische Kampfmoral der russischen Panzerbesatzungen hat dazu geführt, daß liegengebliebene Panzer, die bereits fünf oder sechs Mal getroffen worden waren, durch die Entsendung von Sprengkommandos zu Fuß, vernichtet werden mußten. Die russischen Besatzungen kämpften in ihren Panzern so lange, wie sie ihre Waffen noch einsetzen konnten.“

Hermann Balck berichtet von einem Fall, bei dem ein sowjetischer Panzerfahrer in einem abgeschossenen Panzer auf deutscher Seite tagelang auf ein lohnendes Ziel wartete. Als ein deutsches Stabsfahrzeug hielt, warf er eine Handgranate heraus und verschwand wieder im Panzer, der danach zerstört wurde. Der General Fedor von Bock hielt in seinem Tagebuch am 28. Juni 1941 fest, dass 100 km hinter der Front die 293. Infanterie-Division immer noch „um eine Reihe stark ausgebauter Bunker“ kämpfen musste, deren Besatzungen sich „trotz schwersten Feuers und Anwendung aller Mittel“ nicht ergaben, und jeder von ihnen „einzeln tot geschlagen werden“ musste.

#### Infiltrationstaktik
Fast jeder sowjetische Angriff wurde durch Einsickern kleiner Einheiten und Einzelkämpfer in die gegnerischen Stellungen eingeleitet. Nach Mellenthin waren die Russen in dieser Kampfart „unübertroffen“. Plötzlich saßen die Sowjets in der eigenen Stellung und „niemand hatte sie kommen sehen, noch wusste irgendjemand, woher sie gekommen waren.“ Ständig wurden auch die Rückwärtigen Dienste durch über die HKL eingesickerte Einheiten angegriffen. Sie griffen Lager, Lazarette, Batteriestellungen, Flugplätze und Kolonnen auf Rollbahnen an und zwangen die rückwärtigen Dienste zum ständigen „Igeln“, „Fahren im Geleit“ und dauerndem Sicherungsdienst.
Panzer ließ man ebenfalls in kleinen Rudeln mit aufgesessener Infanterie besonders in Waldgebieten oder Mulden einsickern.
Auch bei Ausbruch aus Kesseln wurde die Sickertaktik angewandt. Laut dem deutschen General Erhard Raus gab es durch diese „Ausweichtaktik, in der die Russen Meister waren“, in den Kesseln meist „bloß wenige Gefangene“. Raus schrieb:

„Durch den raschen Vorstoß gegen Osten zersprengt und weit überholt, versickerte die russische Infanterie in den Wäldern und Getreidefeldern und verschwand, als wäre sie vom Erdboden verschlungen worden. Während der Nacht aber sickerte sie durch die weitmaschigen deutschen Sicherungen und stand am folgenden Tage wieder geschlossen und fest in der Hand ihrer Führer im nächsten Verteidigungsabschnitt.“

### Luftstreitkräfte
Die sowjetische Luftkriegslehre betonte besonders das Prinzip des Gefechts der verbundenen Waffen. So waren zwei Drittel der sowjetischen Luftstärke direkt oder indirekt zum Kampf gegen die feindlichen Landstreitkräfte vorgesehen. Daher wurde nie eine vollständige Luftherrschaft über die gesamte Front angestrebt, sondern nur an den Durchbruchsstellen. Entsprechend wurde Luftherrschaft definiert als Fähigkeit zur beliebigen Konzentration von Feuerkraft für die Unterstützung der Bodentruppen. Deswegen gab es an der Ostfront nie so etwas wie die Luftschlacht um England. Die sowjetischen Luftstreitkräfte blieben Teil der „russischen Dampfwalze“. Laut Adolf Galland hat die sowjetische Luftwaffe ihre „begrenzte und fast ausschließliche Aufgabe“, den Bodentruppen zu helfen, stets erfüllt, trotz Überlegenheit der deutschen Luftwaffe und „astronomischer“ Abschusserfolge konnte sie nie daran gehindert werden. Jeder Ostkämpfer wisse davon zu berichten, wie ihm die „Ratas, Il-2, Mig und Lag“ das Leben schwer machten. Eine Ausnahme bildete das während der Schlacht um Stalingrad gebildete 9. Gardejagdfliegerregiment, eine Eliteeinheit, die Angriffe gegen die feindliche Fliegerkräfte und Einsätze in „Freier Jagd“ flog.
Die Sowjetunion verfügte als einziges Land über ein schwer gepanzertes Schlachtflugzeug, die Iljuschin Il-2, welches immer noch eines der am meist gebauten Flugzeuge der Welt ist. Die Luftstreitkräfte wurden dabei als „weitertragende Artillerie“ betrachtet. Die Schlachtflieger wurden gewöhnlich in Gruppen von sechs bis acht Maschinen eingesetzt, geschützt von Begleitjägern, wobei auf vier bis sechs Maschinen zwölf Begleitjäger und auf 16 bis 24 Maschinen 20 Jäger kamen. Im Gegensatz zur deutschen Punktzielbekämpfung im Sturz- oder Gleitflug, griffen sie im Tiefflug an und wirkten mehr durch die Streuwirkung ihrer Bordwaffen und Bomben. Die Schlachtflieger flogen ein Viertel aller Kampfeinsätze des Krieges; zwischen 50 und 60 Prozent aller Kampfeinsätze entfielen auf die Jagdwaffe. Für die taktische Aufklärung wurden hauptsächlich Jäger eingesetzt. Nach sowjetischen Angaben war angeforderte Luftwaffenunterstützung innerhalb von 30 Minuten zur Stelle, wenn die Zusammenarbeit und die Nachrichtenverbindung gut organisiert waren. Der Chef der britischen Militärmission Noel MacFarlane beobachtete, dass Luftwaffenunterstützung für gewöhnlich in weniger als einer Stunde zur Stelle war.
Nach Olaf Groehler flogen die sowjetischen Luftstreitkräfte im Zweiten Weltkrieg 4 Millionen Einsätze. Im Vergleich dazu flogen die United States Army Air Forces 2,3 Millionen Einsätze und die Royal Air Force 1,6 Millionen Einsätze. Er zieht aus der Tatsache, dass die amerikanischen Luftstreitkräfte bis zum 31. Dezember 1943 lediglich 235.000 Einsätze geflogen haben, den Schluss, dass bis dahin die Sowjetunion auch im Luftkrieg die Hauptlast des Krieges getragen habe und entscheidenden Anteil an der Wende des Luftkrieges hatte. Rolf-Dieter Müller wendet dagegen ein, dass man diese Einsätze nicht in ihrer Effizienz gleichsetzen könne.
Nachtbomber
Umfangreich wurde von Nachtbombern Gebrauch gemacht. Dazu wurden aus Polikarpow Po-2 bestehende Nachtbomber-Regimenter und -Divisionen aufgestellt. Diese bombardierten Stellungen, Verbindungswege, Stäbe, Konzentrierungsräume, Verkehrsknotenpunkte und Ruheräume. Sie sollten den Gegner zermürben und damit seine Kampfkraft schwächen. Oft wurden sie vor einem Angriff eingesetzt. Die Nachtbomber flogen im Tiefflug und waren gegenüber kleinkalibrigen Waffen relativ unempfindlich. Sie hatten meist einen Schalldämpfer an den Auspuffanlagen und stellten oft beim Anflug den Motor ab. Um nicht eigene Truppen zu treffen, wurde die Frontlinie mit Lichtsignalen markiert. Nach Janusz Piekałkiewicz war der Nachtbomber „für den deutschen Landser eine wahre Plage, der ihm die nächtliche Ruhe raubte“ und in „dauernder Unruhe und Anspannung“ hielt. Nach sowjetischen Angaben warfen die Nachtbomber in der Schlacht um Stalingrad 20.000 Tonnen Bomben, was den Bombenabwürfen der deutschen Luftwaffe über England 1941 entspräche.

### Kavallerie
Die Sowjetunion war das einzige Land, welches im Zweiten Weltkrieg noch in großem Umfang Kavallerie einsetzte. So wurden während des Kriegs zwischen 30 und 50 Kavalleriedivisionen unterhalten. Sie wurden eingesetzt für das Eindringen in schwache Verteidigungslinien, um Angriffe in den Rücken des Gegners zu führen, für Raids ins Hinterland und zur Verfolgung beim Rückzug. Es gab in der Hand des Oberkommandos eine „strategische Kavallerie“ für besondere Überfälle und zur Ausnutzung von Erfolgen. Die Dienstvorschriften verlangten von den Kavalleristen besonders viel Initiative, Kühnheit und Wagemut. Laut Garthoff haben sich die sowjetischen Kavallerieverbände hervorragend bewährt, am hervorragendsten bei den selbstständigen Raids ins feindliche Hinterland. So kämpfte Generaloberst Dowator im August 1941 zwei Wochen im Rücken der Wehrmacht, in der Schlacht im Dreieck Dnjepr-Beresina drang ein Kavalleriekorps durch die Prypjatsümpfe in den Rücken eines deutschen Korps vor und schnitt den Nachschub für acht Tage ab, das Kavalleriekorps unter Pawel Alexejewitsch Below kreiste im Oktober 1941 zwei deutsche Divisionen ein und im Sommer 1942 operierte es sehr erfolgreich im deutschen Hinterland, und das Kosaken-Kavalleriekorps unter Generalleutnant Sokolov blieb 135 Tage hinter der Front, ehe es erfolgreich durch die Linien zurückkehrte. Besonders waren Kavallerieverbände für Einsätze während der Schlammperiode geeignet.

### Fallschirmtruppe
Der General Kurt Student, der den Aufbau der deutschen Fallschirmtruppe leitete, schreibt über die sowjetische Fallschirmtruppe folgendes: Die Idee von Luftlandeeinheiten wurde in der Sowjetunion geboren und die Sowjetunion hatte als erstes Land der Welt eine Fallschirmtruppe aufgestellt. Fallschirmspringen wurde durch die Massenorganisation OSSOAWIACHIM zu einem Volkssport. Die Gesellschaft verfügte über 1000 große Ortsgruppen, die im ganzen Land Sprungtürme, Fesselballons und Übungsflugzeuge unterhielt. Auch Frauen beteiligten sich in großer Zahl. Bemerkenswert ist, dass diese Überraschungswaffe 1935 beim Manöver im Kiewer Militärbezirk ausländischen Militärbeobachtern vorgeführt wurde.
Zu Kriegsbeginn stand die sowjetische Fallschirmtruppe mit zwölf einsatzbereiten Luftlandebrigaden mit weitem Abstand an der Spitze der großen Militärmächte. Das erste Luftlandeunternehmen der Welt fand am 30. November 1939 bei Petsamo im Winterkrieg statt. Dieses und weitere Landungen während dieses Krieges scheiterten jedoch, da die Bodentruppen nicht schnell genug die Landepunkte erreichten.
Im Deutsch-Sowjetischen Krieg wurde rätselhafterweise trotz technischer Brauchbarkeit keine einzige größere Luftlandeoperation durchgeführt. Es gab nur drei Einsätze in Brigadestärke. Der erste wurde im Februar 1942 bei Juchnow zur Verstärkung des fünf Monate hinter den feindlichen Linien kämpfenden Kavalleriekorps von Pawel Below unternommen. Im März 1942 sprang eine Brigade nachts in den Kessel bei Demjansk und sollte das Hauptquartier von General Walter von Brockdorff-Ahlefeldt ausheben. Obwohl die Brigade völlig überraschend im Kessel erschien, scheiterte der Handstreich. Schließlich wurde eine Luftlandebrigade im Herbst 1943 zur Bildung eines Brückenkopfes über den Dnepr eingesetzt, was aber nur teilweise glückte.

### Logistik
| Operation    | Waggons |
| ------------ | ------- |
| Moskauer     | 333.500 |
| Stalingrader | 202.877 |
| Kursker      | 467.255 |
| Bagration    | 440.000 |
| Lwow + Jassy | 240.000 |
| Berliner     | 192.000 |

Die Einheiten der Roten Armee hatten einen wesentlich kleineren Verwaltungs- und Versorgungsapparat als andere Armeen. Dies führte dazu, dass sowjetische Einheiten bei geringerer Gesamtstärke der Divisionen, Korps etc. eine gleichartige Kopfstärke wie die kämpfende Truppe aufwiesen. Nach George C. Marshall sind von 100.000 Mann der amerikanischen Armee nur 23.000 im Kampf, während es in der sowjetischen Armee 80.000 Mann sind.
Die Rote Armee versorgte sich aus dem Land und hatte wesentlich weniger Gepäck als andere Armeen. Der Rotarmist hatte nicht viel mehr, als er am Körper trug. Zudem gab es keine Versorgungslager. Die Versorgung erfolgte direkt von der Eisenbahn und von den Nachschubkolonnen bzw. wurde durch vollgepackte Kampffahrzeuge gewährleistet. Der Panzergeneral Hasso von Manteuffel berichtet, dass man die Rote Armee nicht wie eine gewöhnliche Armee durch Abschneiden ihrer Verbindungslinien zum Halten bringen konnte, denn man finde „kaum irgendeine Nachschubkolonne, die man zerschlagen könnte“.

### Chemische Truppen
Das Thema Chemiewaffen der Roten Armee unterliegt bis heute einer nahezu vollständigen Geheimhaltung. Einzige Quelle sind daher die Erkenntnisse, die deutsche Stellen durch das Unternehmen Barbarossa erlangen konnten, sowie deutsche Geheimdiensterkenntnisse der Vorkriegszeit. Offiziell erklärte die Sowjetunion, Chemiewaffen niemals als Erste einzusetzen. Bis zum Ende des Zweiten Weltkrieges bestand das Chemiewaffenarsenal der Roten Armee in erster Linie aus Senfgas und daneben aus Blausäure und Lewisit. Alle anderen Kampfstoffe waren diesen drei Kampfstoffen weit nachgeordnet. 1943 machte der deutsche militärische Nachrichtendienst 23 sowjetische Chemiewaffenfabriken aus und schätzte deren Kapazität auf 250.000 Tonnen. Damit könnte die Sowjetunion Ende der 1930er Jahre über die größte Kapazität zur Erzeugung von Chemiewaffen verfügt haben.
Der Einsatz sollte primär bei Verteidigungsoperationen erfolgen, da man Chemiewaffen für Offensivoperationen wegen ihrer bewegungshemmenden Natur für ungeeignet hielt. Primär sollte der Einsatz aus der Luft durch Bomben oder Sprühgeräte erfolgen, wobei Sprühgeräte den Vorrang hatten, und in zweiter Linie durch Artillerie. Zum Erstaunen der Deutschen hatten sowjetische Forscher ein sehr effektives Sprühgerät für Blausäure entwickelt; es ermöglichte Überraschungsangriffe, bei denen keine Zeit blieb, die Gasmasken aufzusetzen. Diese Geräte hätten der sowjetischen Seite im Falle eines chemischen Krieges einen nicht unbeträchtlichen Vorsprung gegeben. Großen Wert legte die Sowjetunion auch auf den ABC-Schutz.

## Frauen in der Roten Armee

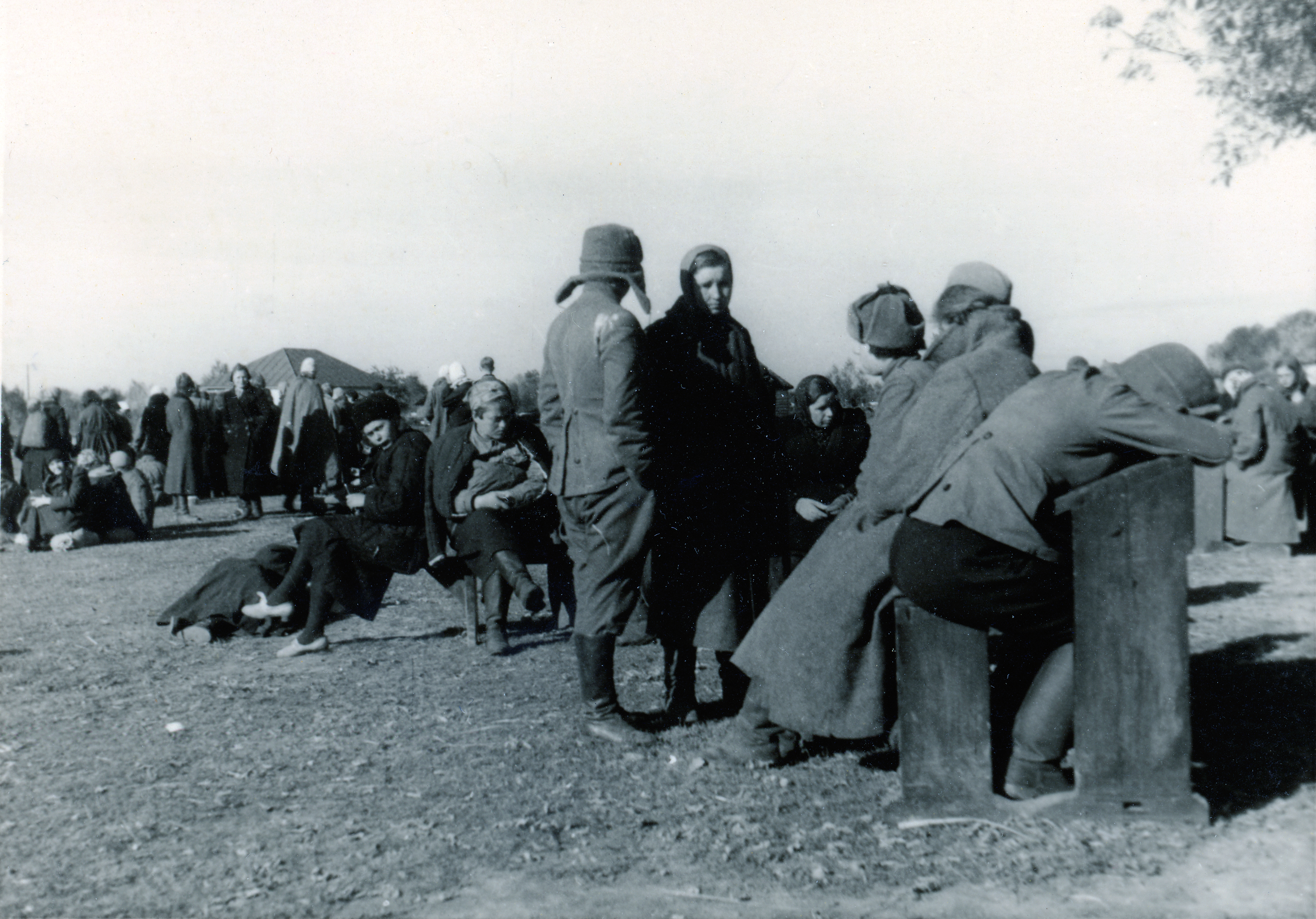
Gefangene sowjetische Soldatinnen aus der Schlacht um Kiew (bei Bogdanowka). Hier noch in den im Artikel erwähnten Männeruniformen

Der Einsatz von sowjetischen Frauen in der Armee übertraf bei weitem den jeder anderen Gesellschaft in der Weltgeschichte. Die Sowjetunion ist die einzige Großmacht der Geschichte, die Frauen erlaubte, in signifikanter Zahl den bewaffneten Kampf an der Front zu führen sowie Kampfflugzeuge zu fliegen. Es ist allgemein akzeptierte Auffassung, dass 800.000 Frauen in der Roten Armee dienten. In jeder sowjetischen Armee etwa 2000 bis 3500. Hauptsächlich kamen sie als Sanitäterinnen, Scharfschützinnen, Aufklärerinnen, Kraftfahrzeugfahrerinnen und Geschützbesatzungen zum Einsatz. Einige Quellen sprechen von 100.000 Scharfschützinnen. 250.000 kamen in der Luftverteidigung zum Einsatz, davon 121.000 als Flak-Besatzungen.
1942 bildete der Komsomol Frauen als MG-Schützinnen aus, 7.800 davon für leichte MG und 4.500 für schwere MG. 1943 verließen die Woroschilow-Infanterie-Schule 1.400 Frauen ausgebildet an Gewehr, MG und Granatwerfer. Es gab drei Flugzeugregimenter mit ausschließlich weiblichen Soldaten, darunter das 588. Nachtbombenfliegerregiment „Nachthexen“. Panzersoldatinnen gab es nur wenige, darunter Marija Oktjabrskaja. Es gab auch ein weibliches Fliegerass: Lidija W. Litwjak, die vier allein und drei in Gruppenangriffen nach anderen Quellen 13 Flugzeuge allein und vier in Gruppenangriffen abschoss. Zum Anfang des Krieges kämpften Frauen in Männeruniformen. Als Stalin davon erfuhr, befahl er unverzüglich Uniformen für Frauen herzustellen und ihnen so schnell wie möglich zur Verfügung zu stellen.

## Einsatzgeschichte

### Asien
Ihren ersten Einsatz auf fremden Territorium hatte die Rote Armee 1929 im sowjetisch-chinesischen Grenzkrieg. Stalin machte später keinen Hehl daraus, dass der Konflikt willkommen war, da damit die Leistungsfähigkeit der Roten Armee einem Test unterzogen werden konnte. Einen realistischen Aufschluss über die eigene Kampfkraft ließ die Auseinandersetzung jedoch nicht zu, da die schwache chinesische Gegenwehr nicht weiter ins Gewicht fiel. Diesem Konflikt folgten 1934 die sowjetische Invasion von Sinkiang und 1939 der japanisch-sowjetische Grenzkrieg.

### Polen
Am 17. September begann noch vor der Zerschlagung der organisierten polnischen Verteidigung durch die Wehrmacht, vor dem Zusammenbruch des polnischen Staates und vor der Flucht der polnischen Regierung nach Rumänien die sowjetische Besetzung Ostpolens in Übereinstimmung mit dem geheimen Zusatzprotokoll des Deutsch-sowjetischen Nichtangriffspakts. Dabei besetzte die Rote Armee Teile Ostpolens, in erster Linie die Westukraine, den westlichen Teil Weißrusslands und das Gebiet um Wilno, ohne dabei auf organisierten militärischen Widerstand zu stoßen. Dieses Gebiet bis zur Curzon-Linie war von Polen im Polnisch-Sowjetischen Krieg 1920 erobert worden. Dabei hatte die Rote Armee 3000 Opfer zu beklagen. Diese Aktion hatte erst am 18. Dezember 1939 die Deklarierung eines Kriegszustandes mit der Sowjetunion seitens der polnischen Exilregierung zur Folge.

### Finnland
Die Rote Armee betrachtete den Krieg im Winter als eine ihrer Stärken. Das „Handbuch für den Truppeneinsatz im Winter“ von 1939 begann mit der Feststellung, dass die Rote Armee „den anderen Staaten in Hinblick auf die Praxis und die Befähigung, unter den harten Bedingungen des Winters zu operieren, in allem überlegen“ sei. Beginnend mit einem Luftangriff von neun Bombern auf Helsinki befahl Stalin 1939 den Überfall auf Finnland. Finnland war wegen seiner Unterstützung für Deutschland und der Nähe zu Leningrad als Bedrohung eingestuft worden. Als Kriegsgrund wurde der Mainila-Zwischenfall inszeniert. Die zahlenmäßig weit unterlegene finnische Armee vermochte sich aber im sogenannten Winterkrieg 1939 zunächst erfolgreich zu verteidigen. Die große Übermacht der sowjetischen Truppen konnte sich nicht richtig auswirken, da das Waldgelände und der tiefe Schnee Operationen abseits der wenigen Straßen kaum zuließen und nur ein Regiment vorn kämpfen konnte, während sich die übrigen dahinter entlang der Straße aufreihten, wo sie plötzlichen Überfällen ausgesetzt waren. Erst nach einer Umorganisation konnte die Rote Armee am 11. März 1940 die Mannerheim-Linie durchbrechen, womit ein Vormarsch bis Helsinki möglich gewesen wäre. Daraufhin bat die finnische Regierung unter Risto Ryti um Friedensverhandlungen. Das durch Großbritannien und Frankreich aufgestellte Hilfskorps für Finnland kam nicht mehr zum Einsatz und wurde nach dem deutschen Überfall auf Norwegen im Raum Narvik eingesetzt. Im Fortsetzungskrieg kam es 1941 bis 1944 zu einer erneuten Konfrontation, im anschließenden Lapplandkrieg waren beide Armeen formell Alliierte.

### Deutsch-Sowjetischer Krieg

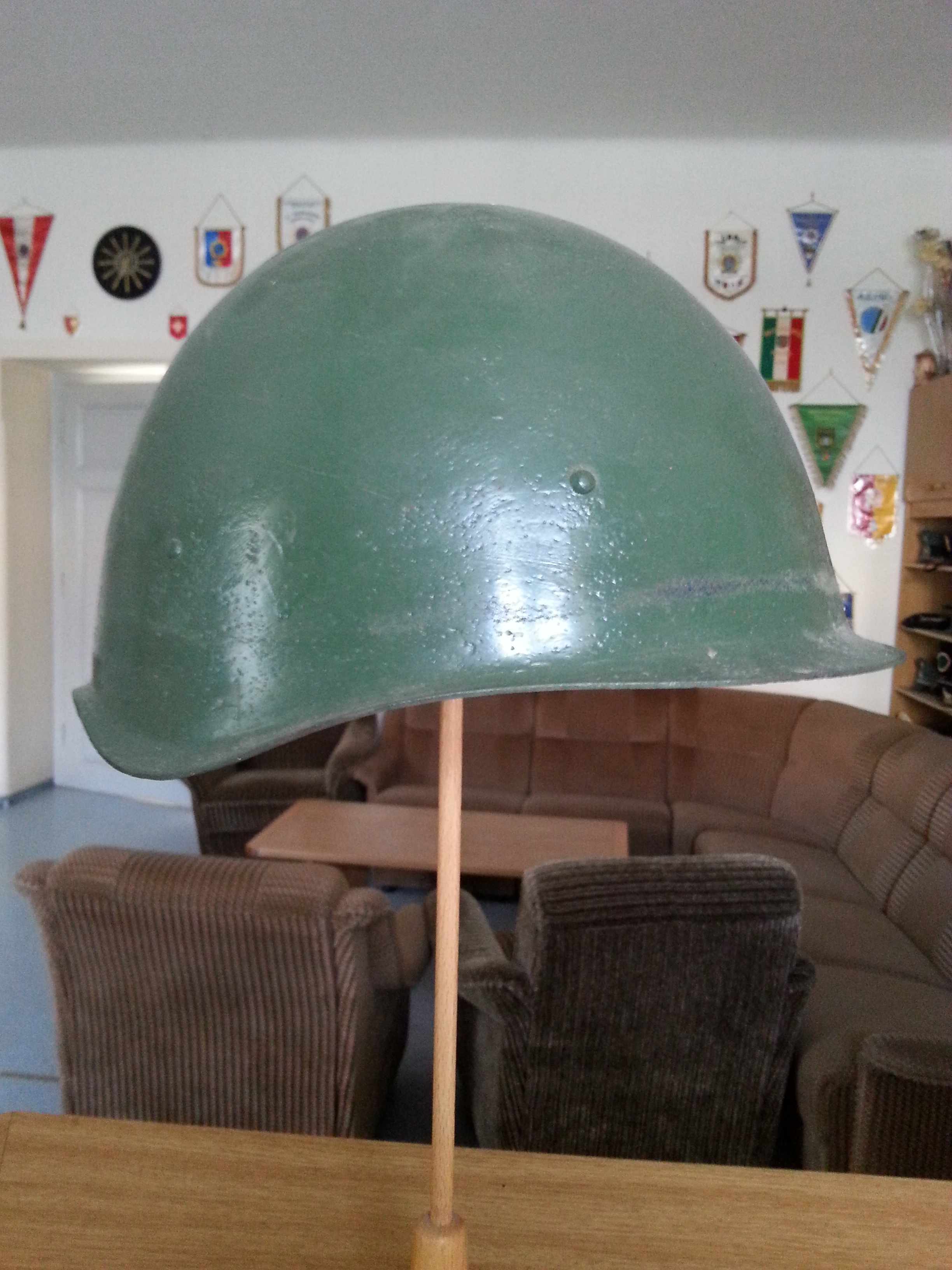
Ein während des Zweiten Weltkriegs gebräuchlicher Stahlhelm der Roten Armee

#### Ausgangssituation
Im Vorfeld des „Großen Vaterländischen Krieges“ verfügte die Sowjetunion über eine große und teilweise sehr modern ausgerüstete Armee. Sie besaß die bei weitem größte Panzerarmee der Welt, eine große Zahl von Geschützen und Flugzeugen und eine sehr umfangreiche und gut ausgerüstete Infanterie. Für die deutsche Seite war es eine ziemliche Überraschung, dass ganze sowjetische Einheiten mit den Selbstladegewehren Simonow AWS-36 und Tokarew SWT-40 ausgerüstet waren. Große Teile der Artillerie waren ebenso wie ein kleiner Teil der Infanterie motorisiert. Die Stärke der Roten Armee betrug:
- 25.508 Panzer (darunter 10.055 T-26 und 7.549 BT)[102]
- etwa 17.000 Flugzeuge
- etwa 34.000 Geschütze
- etwa 5.700.000 Soldaten

Diese Streitmacht gliederte sich (Stand: 22. Juni 1941) in 198 Schützendivisionen, 13 Kavalleriedivisionen, 61 Panzer- und 31 motorisierte Divisionen sowie fünf Schützenbrigaden und ein Schützenregiment. Diese wurden durch zehn Panzerabwehr-Brigaden, eine Panzerwagen-Brigade, 169 Artillerie-Regimenter, 29 Motorrad-Regimenter, zwei Flugabwehr-Regimenter, 45 Flugabwehr-Abteilungen, zwölf selbständige Artillerie-Abteilungen und eine selbständige Panzerabteilung unterstützt. Zur Führung dieser Verbände waren vier Fronten, 27 Armeeoberkommandos sowie 62 Schützen-, vier Kavallerie- und 29 mechanisierte Korps gebildet worden. Zur Verteidigung der Grenzen waren 57 Befestigte Gebiete gebildet worden.

#### 1941

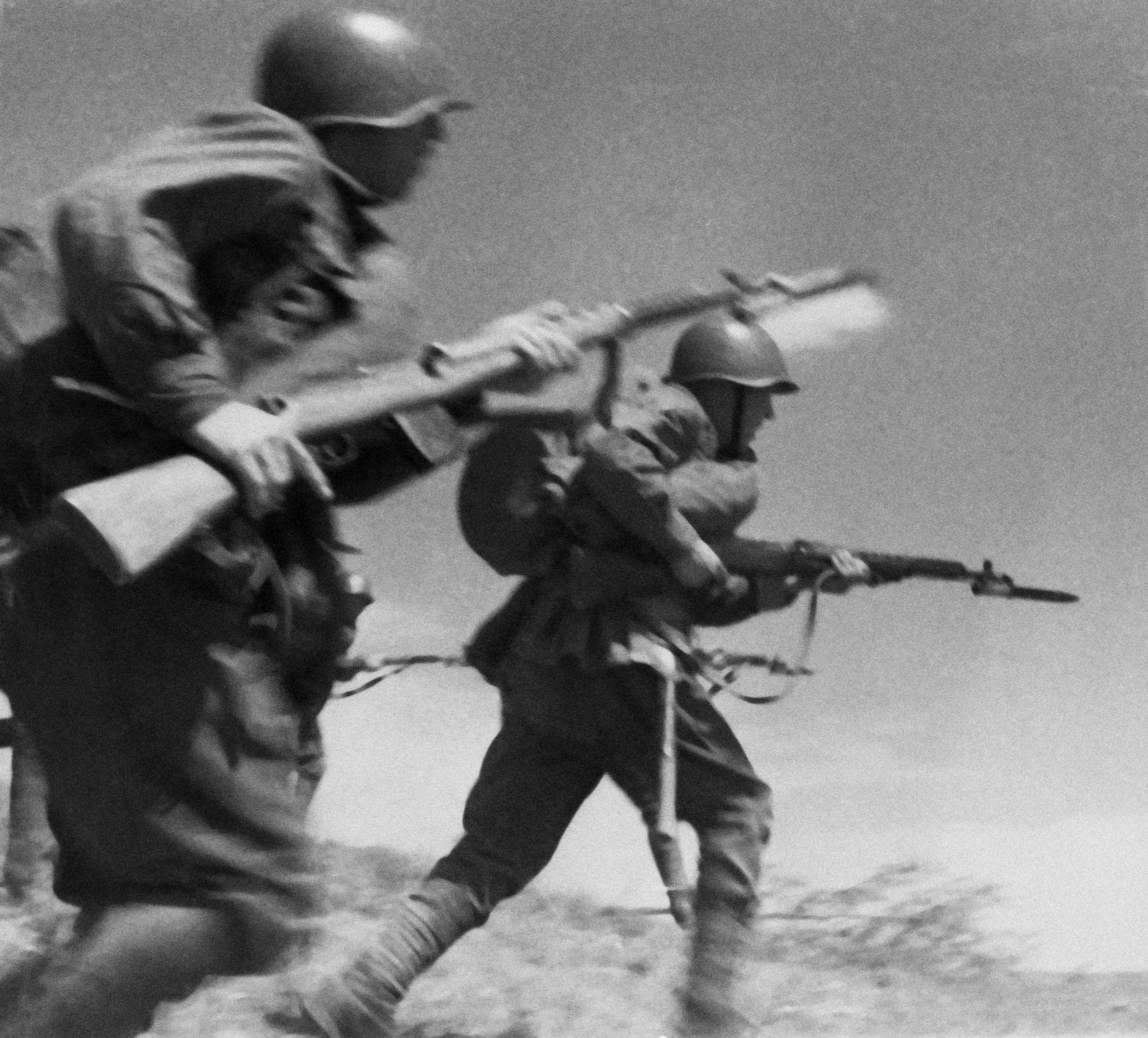
Rotarmisten im Angriff, Sommer 1941

Am 22. Juni 1941, dem Beginn des Überfalls auf die Sowjetunion, umfasste die Rote Armee etwa 5,6 Millionen Soldaten, von denen 2,9 Millionen in den westlichen Militärbezirken stationiert waren. Die Gesamtstärke der Armee sollte laut Mobilisierungsplan 7,85 Millionen Personen betragen.
Der von gut ausgerüsteten und erfahrenen Deutschen, ca. drei Millionen Mann, und seinen Verbündeten, ca. 600.000 Mann, ausgeführte Angriff traf die sowjetische Führung und die schlecht gestaffelte Rote Armee völlig überraschend. Selbst nach Stunden und sogar Tagen glaubte Stalin nur an eine zielgerichtete Provokation, um die unvorbereitete Sowjetunion in einen Krieg mit dem hochgerüsteten NS-Staat zu verwickeln.

##### Überraschende Kampfmoral
Die Widerstandskraft der Roten Armee gehörte zu den größten Überraschungen des Krieges. Adolf Hitler und die führenden Nazis unterschätzten völlig die Kampfbereitschaft und das Rüstungspotential der Roten Armee. Sie glaubten die Sowjetunion innerhalb von acht bis zehn Wochen zerschlagen zu können. Auch die Mehrheit der Generäle und Offiziere, bis auf warnende Einzelstimmen, teilten diese Einschätzung. Sie befanden sich bei diesem Urteil jedoch in Übereinstimmung mit allen Militärfachleuten der Welt. Der amerikanische Kriegsminister Henry L. Stimson und sein Generalstabschef schätzten, dass die Sowjetunion nach ein bis drei Monaten besiegt werden würde. General Dill, der Chef des britischen Generalstabes, meinte, dass die Sowjetarmee „wie Vieh“ zusammengetrieben werden würde. Laut Ihno Krumpelt wurde bereits in den ersten Tagen des Feldzuges klar, dass die Sowjetunion kein tönerner Koloss war, sondern das der russische Soldat „selbst in aussichtslosen Lagen zäh und verbissen bis zum letzten Atemzug kämpfte“ und dass die Bevölkerung treu zu ihrer Führung stand. Alfred Rosenberg notierte am 1. September 1941 in seinem Tagebuch:

„Der zähe Widerstand d. Sowjetrussen ist Gespräch von uns allen. Als der Führer mich am 2.4. nach d. Auftragserteilung fragte, was die Russen wohl bei einem Zusammenstoss machen würden, sagte ich: vermutlich was ganz anderes, als was ein Europäer sich als logisch denken würde. Darin waren wir uns einig, das nach einem Widerstand die Panik kommen würde. Nun hat er was anderes getan. Die Sowjetrussen kämpfen verbissen, zäh, heimtückisch und sind unvorstellbar grausam gegenüber d Gefangenen und zivilen Nichtbolschewiken.“

Eine Denkschrift des Generals Rudolf Schmidt vom 17. September 1941 an Hitler stellte fest, „daß der bolschewistische Widerstand an Härte und Verbissenheit die meisten Erwartungen bei weitem übersteigt“ und führte dies auf die hohe Zahl überzeugter Kommunisten zurück. Für den Panzergeneral Hasso von Manteuffel lassen sich die „großartigen sowjetischen Leistungen“ nur darauf zurückführen, dass die Rote Armee „eisenhart und wildentschlossen, die ‚Hitleristen’ samt und sonders niederzumachen“ gewesen sei. Der General Heinz Guderian schrieb nach dem Krieg:

„Schon Friedrich der Grosse sagte von seinen russischen Gegnern, man müsse sie zweimal totschießen und dann noch anstoßen, bis sie endlich umfielen. Er hatte das Wesen dieser Soldaten richtig erkannt. Wir haben 1941 die gleiche Erfahrung machen müssen.“

##### Verlauf
Nach dem Kriegsbeginn wurde am 30. Juni 1941 das Staatliche Verteidigungskomitee der UdSSR gegründet, um die UdSSR gegen den deutschen Angriff zu verteidigen.
In den ersten Kriegswochen verlor die Armee trotz ihres teilweise verzweifelten Widerstandes fast jedes Gefecht. In der Panzerschlacht bei Dubno-Luzk-Riwne scheiterte das Konzept der Offensivverteidigung, den Kampf auf das Territorium des Gegners zu tragen.
Die deutsche Strategie bestand darin mit Panzerkeilen die sowjetischen Truppen einzukesseln. In der Kesselschlacht bei Białystok und Minsk, der Kesselschlacht bei Smolensk, der Schlacht um Kiew (1941) und der Doppelschlacht bei Wjasma und Brjansk wurden Millionen von Rotarmisten gefangen genommen. Die Invasoren zerstörten oder erbeuteten große Teile der Ausrüstung.
Andererseits sahen die sowjetischen Gefechtsvorschriften den Kampf in der Einschließung als selbstverständliche Form des Kampfes und die geringe Logistik der Roten Armee erhöhte die Unempfindlichkeit gegenüber Einkesselungen. Die Weite des Raumes und die absinkenden Mannschaftsstärken verhinderten ein festes Abschließen der Kessel, so dass große Teile der eingekesselten Truppen ausbrechen konnten. Am 6. November 1944 stellte Hitler im Führerhauptquartier fest, dass „wenn jemals so eine Einschließung gemacht“ wurde „nichts drin gewesen ist“; das sei auch schon 1941 „außer bei ein paar ganz großen Schlägen“ so gewesen. General Moritz von Faber du Faur stellte am 1. November 1941 fest: „im Osten sind die Kessel zu einem imaginären Begriff geworden, denn was man in ihnen fängt, ist nur der Ausschuß und noch lange nicht die russische Armee“
Begünstigt wurde die Rote Armee beim Kampf gegen die deutschen Panzerzangen durch die Unzulänglichkeit der sowjetischen Straßen und Wege. Nach Einschätzung des Oberkommando der Luftwaffe wurde dieses „passive Verteidigungsmittel des großrussischen Raumes bewußt beibehalten“.
Der von Anfang an energische Widerstand der sowjetischen Einheiten führte bereits 1941 bei der Wehrmacht zu erheblichen Verlusten. Im Dezember 1941 waren fast alle ab Juni 1941 eingesetzten Panzer der Wehrmacht ebenso wie die gepanzerten Fahrzeuge der Roten Armee zerstört oder anderweitig ausgefallen. Gegen die überlegene deutsche Luftwaffe wandten die sowjetischen Flieger schon am ersten Tag des Überfalls den Rammstoß an. Als sich Ende Juli abzeichnete, das die Blitzkriegsstrategie gegen die Sowjetunion gescheitert war, kam es zur sogenannten Augustkrise, bei der sich Hitler und das OKH über die nun zu befolgende Strategie stritten.
Zur, nach den Worten Goebbels, „Erschütterung der feindlichen Widerstandskraft“ begann die deutsche Luftwaffe am 21. Juli mit Luftangriffen auf Moskau, traf aber auf eine gut vorbereitete Flugabwehr und konnte dort mit ihren Bomben und Brandbomben – 70 % der Wohnbebauung waren Holzbauten – keine größeren Schäden anrichten.
Im Oktober traten beim Vorstoß nach Moskau immer mehr moderne Panzer Typs T-34 auf, welche im Panzergefecht bei Mzensk ihre Überlegenheit erstmals deutlich zeigen konnten. War die Rote Armee zum Kriegsbeginn im Sommer 1941 teils schlecht ausgebildet, was insbesondere auf die Säuberungen Stalins zurückzuführen war, und mit veralteter Technik ausgerüstet, änderte sich das im Verlaufe der nächsten zwei Jahre. Bis zum Herbst 1943 verwandelte sie sich in eine qualitativ und quantitativ deutlich überlegene Angriffsarmee, die in der Lage war, die Initiative auf dem Schlachtfeld zu ergreifen, aufwändige Offensiv-Operationen durchzuführen und erfolgreich abzuschließen. Der überraschende Überfall traf alle Verbände der Roten Armee in der Defensive; sie erlitt vor allem in den ersten Kriegsmonaten verheerende Verluste an Menschen und Material.

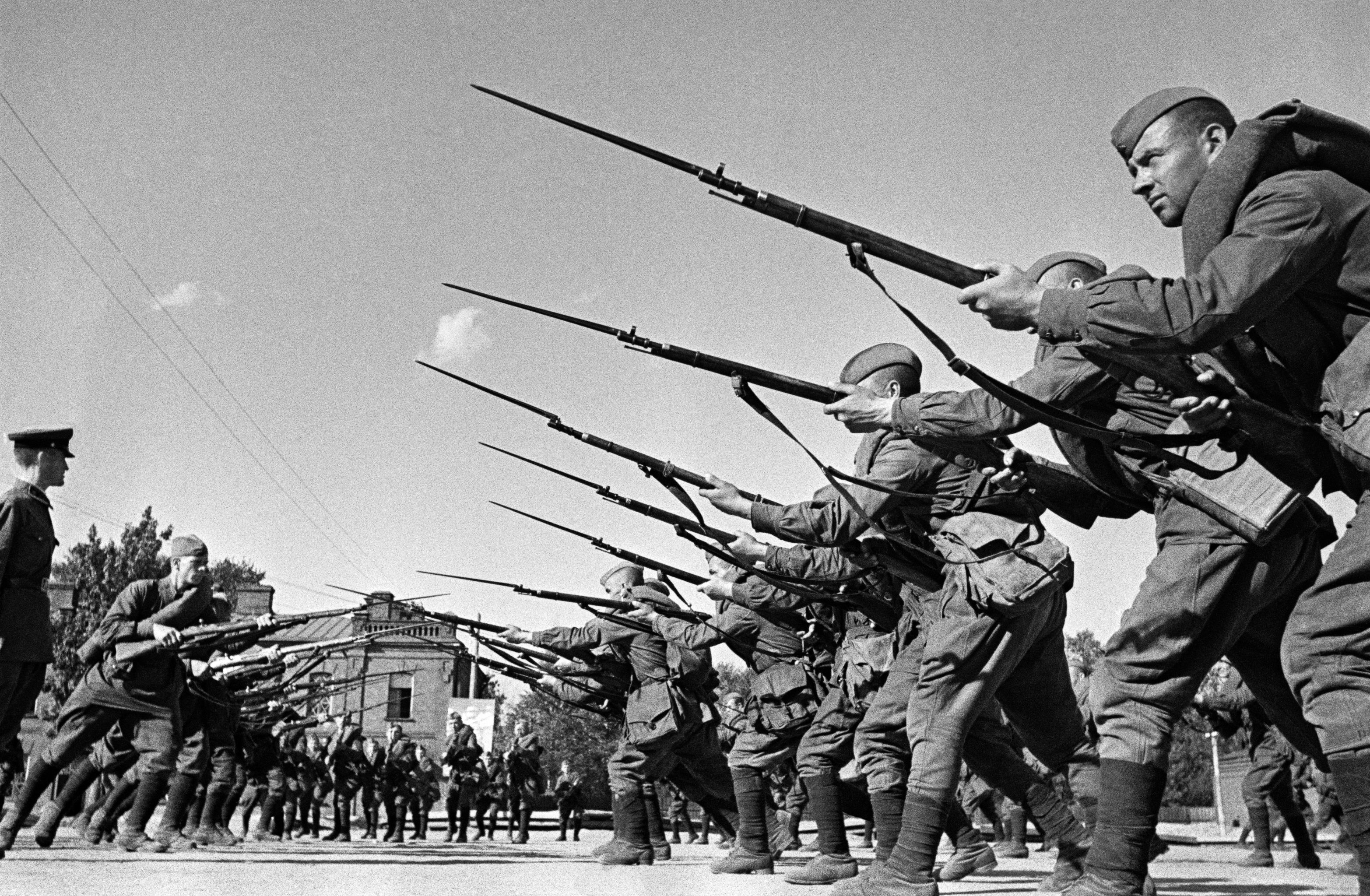
Ausbildung kürzlich eingezogener Reservisten des Woroschilow-Regiments in Moskau, August 1941

Gemäß den Front- und Feldlazarett-Berichten verloren die sowjetischen Streitkräfte (Heer, Marine und Luftstreitkräfte) im Zeitraum 22. Juni bis 31. Dezember 1941 3.137.673 Soldaten und Offiziere als Gefallene, Verstorbene, Vermisste oder Gefangene und 1.336.147 als Verwundete und Kranke (ohne Berücksichtigung der Verluste der Landwehr und Partisanen) sowie 20.500 Panzer und 21.200 Flugzeuge aller Typen. Der schnell vorstoßende und durch die gute Ausstattung mit Funkgeräten zu weitreichender Kommunikation fähige Gegner errang in kurzer Zeit die Luftherrschaft. Panzereinheiten durchbrachen schlecht verteidigte Stellungen und stießen schnell in die Tiefe vor, sodass die Rote Armee keine durchgehende Front errichten konnte. Viele der veralteten Flugzeuge der Roten Armee wurden bereits in den ersten Tagen am Boden zerstört oder in kurzen Luftkämpfen abgeschossen.
Verteidigende und zurückweichende Einheiten sahen sich von Beginn an permanenten Luftangriffen, vor allem durch die psychologisch wirkungsvoll mit Sirenen ausgestatteten Sturzkampfflugzeuge (Stukas), ausgesetzt, die aber „bald ziemlich unbeeindruckt hingenommen“ wurden.
Mit Funkminen F-10 versuchte man deutsche Stäbe auszuschalten, die sich in wichtigen Gebäuden in Städten einquartierten.
Fehlgeleiteter Widerstand und kompromisslose Haltebefehle führten zu katastrophalen Einkesselungen, die regelmäßig zur Vernichtung ganzer Divisionen und Armeen führten, aber den Vorstoß der Wehrmacht immerhin entscheidend verzögerten. Erst kurz vor Moskau stabilisierte sich die Front. NKWD-Sperrverbände wurden hinter der kämpfenden Truppe aufgestellt und drastische Maßnahmen, bis hin zur öffentlichen Erschießung von angeblichen Feiglingen, taten ein Übriges. Gefangengenommene Rotarmisten galten auch schon vor dem Krieg als Verräter. Eine Flugschrift aus dem Jahre 1940 hatte die Überschrift „Der Kämpfer der Roten Armee wird kein Gefangener“. Es kam vor, dass Kriegsgefangenenlager bombardiert wurden, bei denen Flugblätter abgeworfen wurden mit Texten wie „So wird es mit allen gehen, die die Sache Lenins und Stalins verraten.“
Die Sowjetunion verwandelte sich in wenigen Monaten in ein gewaltiges Heer- und Arbeitslager, in dem nur ein Ziel galt: Die Rote Armee in kürzester Zeit mit allem Notwendigen für den Sieg zu versorgen. Nahrungsmittel, Treibstoff, Panzer, Flugzeuge, Geschütze, Soldaten. Mit dieser gewaltigen Opferbereitschaft hatten Hitler und andere nicht gerechnet. Sie hatten nach den Erfolgen Finnlands 1939 gegen die Sowjetunion und nach dem deutschen Teilsieg gegen das Russische Imperium im Ersten Weltkrieg angenommen, die Sowjetunion sei ein Koloss auf tönernen Füßen.
Ab dem 30. August 1941 attackierten sowjetische Truppen in der Jelnja-Offensive einen Frontvorsprung der Wehrmacht und eroberten bis zum 6. September die Stadt Jelnja zurück. Am 8. September 1941 räumte die Wehrmacht (wie von Oberbefehlshaber der Heeresgruppe Mitte Fedor von Bock am 2. September 1941 beschlossen) den Frontvorsprung.

##### Schlacht um Moskau
Der sich verschärfende Widerstand an der Front und im Hinterland brachte in Verbindung mit dem Herbstschlamm und dem kalten Winter 1941 die angreifende Wehrmacht kurz vor Moskau zum Stehen. Der im Dienst des sowjetischen GRU stehende deutsche Journalist Richard Sorge hatte Stalin von Tokio aus mitgeteilt, dass das mit Deutschland verbündete Japan keinen Angriff auf die Sowjetunion plante. Infolgedessen konnte Stalin die im Osten zur Abwehr gegen Japan stationierten Einheiten nach Moskau verlegen. Diese leiteten zum 5. Dezember 1941 einen ersten erfolgreichen Gegenangriff ein, der die Wehrmacht in der Schlacht um Moskau auf einer etwa 1000 km breiten Front bis zu 250 km zurückwarf. Die Rote Armee konnte zu diesem Zeitpunkt die Initiative im Krieg noch nicht übernehmen, die deutsche Wehrmacht musste sich 1942 jedoch infolge der Winteroffensive auf den Angriff in einer strategischen Richtung beschränken, und tat dies in Südrichtung.
Die Rote Armee wurde nun immer umfangreicher mit moderner Gefechtstechnik ausgerüstet. Teilte Stalin den Fronten und Armeen in der Anfangszeit die wenigen produzierten Panzer, Flugzeuge und Geschütze noch persönlich zu, sorgten die aus den besetzten Landesteilen evakuierten und im Hinterland neu oder wieder errichteten Rüstungsbetriebe für eine ständig steigende Anzahl an moderner Ausrüstung.
Zu nennen sind hier vor allem der bekannte mittlere Kampfpanzer T-34, das Schlachtflugzeug Il-2 und die Jagdflugzeuge Jak-9, Jak-3 und La-5/7. Fast alle Kriegsgeräte waren auf die Massenproduktion in riesigen Stückzahlen mit ungelernten Arbeitern – darunter sehr viele Frauen im Hinterland – zugeschnitten. Auf dem Gefechtsfeld sorgte ihre zunehmende Zahl und immer bessere Beherrschung für einen allmählichen Wandel.

#### 1942
Ein erster Versuch, die militärische Initiative durch eine großangelegte Offensive zu gewinnen, scheiterte in der Schlacht bei Charkow (12.–28. Mai 1942) aufgrund zu schwacher und für großangelegte Offensivmaßnahmen noch nicht fähiger Kräfte sowie ungenügender Reserven und der Überheblichkeit der Führungskräfte. Das Ziel der Operation unter Marschall Timoschenko, mit starken Panzerkräften die deutsche 6. Armee unter Paulus einzuschließen, schlug fehl. Die weit vorgestoßenen sowjetischen Truppen – sechs Armeen mit über 30 Divisionen und Brigaden – wurden nun ihrerseits in einer Zangenbewegung durch deutsche Verbände eingeschlossen und in einer Kesselschlacht vollständig aufgerieben. Verzweifelte Ausbruchsversuche schlugen fehl, mehrere hunderttausend sowjetische Soldaten wurden getötet oder gingen in Gefangenschaft. Beim Unternehmen Trappenjagd konnten ebenfalls bedeutende Kräfte der Roten Armee eingekreist und vernichtet werden. Die sowjetische Geschichtsschreibung gab zu, dass die schweren Niederlagen des Jahres 1942 die sowjetischen Truppen demoralisierten. Ende Juli befahl daher das ZK der KPdSU die politische Arbeit in der Armee zu verstärken. Der Befehl Nr. 227 des Volkskommissars für Verteidigung vom 28. Juli 1942 macht den Ernst der Situation, in der es für die Sowjetunion um das nackte Überleben ging, deutlich. Der Befehl statuierte die Forderung „Keinen Schritt zurück“ und legte durchgreifende Bestimmungen zum Erhalt und zur Durchsetzung der Disziplin fest. Er enthielt unter anderem die Anweisung zur Aufstellung von Strafbataillonen und Sondereinheiten, die „unmittelbar hinter unzuverlässigen Divisionen einzusetzen sind und die Aufgabe haben, im Falle eines ungeordneten Rückzugs der vor ihnen liegenden Divisionen jeden Flüchtenden und jeden Feigling zu erschießen und damit dem ehrlichen Kämpfer bei der Verteidigung seiner Heimat beizustehen.“ Im August gelang es der Roten Armee, die wenig bekannte, durch die Schlacht um Stalingrad überschattete deutsche Panzeroffensive Unternehmen Wirbelwind unter hohen deutschen Verlusten abzuwehren.
Der Kräftevorteil an der gesamten Front lag zu diesem Zeitpunkt immer noch auf Seiten der Wehrmacht. Nachdem diese jedoch mit dem Unternehmen Edelweiß gegen die südlichen Ölvorkommen bei Baku und in den Kaukasus sowie gleichzeitig mit dem Unternehmen Braunschweig gegen Stalingrad vorstieß, gewannen die sowjetischen Streitkräfte – auch aufgrund der Verlegung eines Teils der deutschen Luftwaffe in den Mittelmeerraum und der steigenden US-amerikanischen Materialunterstützung – weiter an Boden.
Im Raid auf Tazinskaja führte die Rote Armee erstmals erfolgreich eine Tiefe Operation durch.

#### 1943
Nach der Einkesselung und Vernichtung der deutschen 6. Armee in der Schlacht von Stalingrad und der folgenden Charkower Operation erlangte die Rote Armee 1943 immer mehr die Initiative und ging zu weitreichenden Angriffsoperationen über. Sie zwang der Wehrmacht immer mehr »ihren« Krieg auf und drängte sie mit schierer Masse und Feuerkraft zurück. Heldentaten wurden von der sowjetischen Propaganda an der Front und im Hinterland ausgiebig gefeiert. Ausgezeichnete Soldaten und Offiziere erhielten materielle Vorteile, höhere Lebensmittelzuteilungen oder sogar Fronturlaub. Parallel stattfindende Umstrukturierungen und die steigende Qualifikation von Kommandeuren und Mannschaften, die aus Fehlern und Niederlagen lernten, förderten das Bewusstsein der eigenen Kraft und die Motivation. Neu geschaffene Panzer- und Luftarmeen sowie die steigende Mobilität durch motorisierte Verbände erlaubten Kräftekonzentration an entscheidenden Punkten des Gefechtsfeldes, so dass die Wehrmacht immer stärker in die Defensive gedrängt wurde.
In der Kursker Schlacht 1943, der größten Landschlacht und einer der größten Luftschlachten der Weltgeschichte, für die Deutschland seine gesamte verbliebene Angriffskraft einsetzte, konnte sie die deutschen Angriffskeile in einem gut ausgebauten Stellungssystem abwehren, und erfolgreich zur Gegenoffensive übergehen und weite Teile des Landes befreien. Zwar konnte die Wehrmacht dabei der Roten Armee hohe Verluste beibringen, an einen Sieg gegen den übermächtig werdenden Gegner war jedoch auch ohne die spätere Eröffnung der Westfront nicht mehr zu denken.
Das Scheitern der Aktion Silberstreif, bei der mit einer Milliarde Flugblätter Rotarmisten zum Überlaufen aufgerufen wurde, bewies „die hohe Kampfmoral der sowjetischen Verbände“ die bei Kursk eingesetzt wurden.

#### 1944
1944 führte die Rote Armee zehn Großoffensiven, die in der Propaganda „Die zehn stalinschen Schläge“ genannt wurden. Konzentrierte Verbände mit hoher Panzerdichte durchstießen nach stundenlanger Artillerievorbereitung mit tausenden Geschützen die gegnerischen Linien und drängten weiträumig vorwärts. Nachfolgende Verbände kesselten überrollte Verbände der Wehrmacht sowie Städte und Dörfer ein. Am 22. Juni 1944 begann die Rote Armee unter dem Decknamen Operation Bagration eine Offensive auf dem Gebiet des heutigen Weißrusslands, die die Eroberung der Stadt Minsk zum Ziel hatte. Durch die Einkesselung von drei Armeen der Heeresgruppe Mitte wurde diese nahezu komplett aufgerieben. Die Verbände der Roten Armee erzielten Geländegewinne von 500 km in Richtung Westen und gelangten so bis an die Karpaten, den Fluss Weichsel und die Ostgrenze Ostpreußens. Nördlich von Ostpreußen wurde im Gebiet des heutigen Litauen die Ostseeküste erreicht. Die Heeresgruppe Nord wurde infolge dieses Vordringens abgeschnitten und vollständig im Kurland bis zum Kriegsende im Mai 1945 eingeschlossen. Der organisierte Widerstand der stark angeschlagenen und personell wie materiell unterlegenen Wehrmacht, die zeitgleich an der Westfront gegen überlegene Kräfte operieren musste, wurde mit sicherem Hinterland und kontinuierlichem Nachschub der Roten Armee so entscheidend gebrochen. So gelang es der Roten Armee im südlichen Abschnitt der Ostfront infolge einer Offensive mit dem Namen Operation Jassy-Kischinew bis Ende 1944 den Balkan nahezu komplett von der deutschen Besatzung zu befreien und bis nach Budapest vorzustoßen.
Im August 1944 begann der von der slowakischen Armee und Partisanengruppen mit der Sowjetunion koordinierte Slowakische Nationalaufstand gegen Nazideutschland. Ziel war es, den Duklapass zu nehmen und für die bereits in Südpolen stehende Rote Armee zu öffnen. Bis zum Kriegsende operierten Partisanen mit materieller Unterstützung der Sowjetunion und koordinierten ihre Operationen mit der Roten Armee.
Die Besetzung Bulgariens durch die Rote Armee begann am 8. und 9. September 1944. In den zwei Tagen wurde der Nordosten und Osten des Landes durch Truppen der 3. Ukrainischen Front und der Schwarzmeerflotte eingenommen und über 21.000 bulgarische Soldaten und Offiziere in Gefangenschaft genommen. In sowjetische Hand fielen wichtige Garnisons- und Hafenstädte wie Schumen, Rousse, Warna und Burgas. Am 9. September stoppte der Vormarsch um 21 Uhr bulgarischer Zeit. Mit Hilfe der Rotarmisten wurde am 9. September ein kommunistischer Staatsstreich inszeniert und die Rote Armee marschierte am 15. September in der bulgarischen Hauptstadt Sofia ein. Die Tage dazwischen gingen als die Tage des roten Terrors in der bulgarischen Geschichte ein.

#### 1945

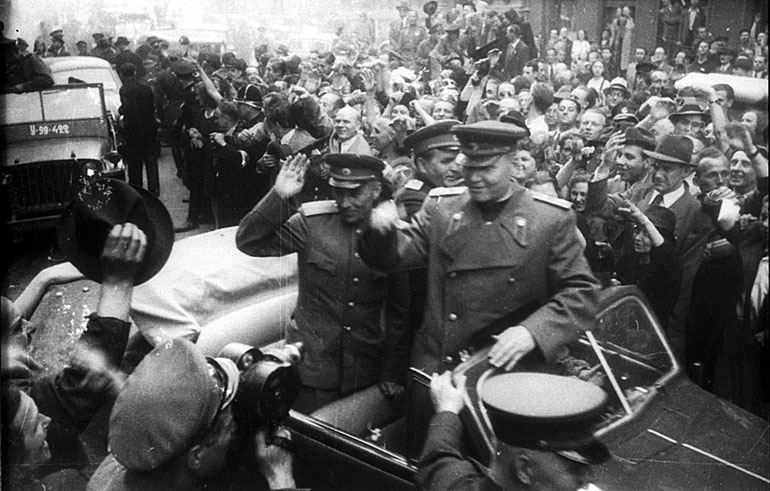
Marschall Iwan Stepanowitsch Konew bei der Befreiung von Prag

Flagge der 150. Schützendivision, die an der Eroberung Berlins teilnahm

Im Frühjahr 1945 stand die Rote Armee vor Berlin, in Ungarn, Österreich und der späteren Tschechoslowakei. Ihre Mannschaftsbestände waren nicht erschöpft. Von 1942 an verfügte sie konstant über 6 Millionen Soldaten an der Front. 1943 erhielt sie 2 Millionen und 1944/45 3 Millionen neuer Rekruten. Dem standen Verluste von 2,3 Millionen Mann 1943, 1,8 Millionen 1944 und 0,8 Millionen 1945 gegenüber. In der letzten großen Offensive, der Berliner Operation, beginnend mit der unter hohen eigenen Verlusten geführten Schlacht um die Seelower Höhen bis zu den letzten Straßenkämpfen in Berlin, verlor die Rote Armee noch einmal mehr als 300.000 Mann, bevor Deutschland am 8. Mai bedingungslos kapitulierte.
Über Ungarn marschierte die Rote Armee zu Kriegsende in Österreich ein und nahm nach der Wiener Operation im April 1945 Wien ein. Sie besetzte dabei Niederösterreich und die nördlichen Teile Oberösterreichs. Auch die Steiermark wurde zuerst von der Roten Armee besetzt. Sie wurde nach kurzer Zeit von den Briten übernommen.
Nach Abschluss des Staatsvertrages zog die Sowjetarmee bis zum Oktober 1955 aus diesen Gebieten ab.
Am 9. September 1945 begann die Sowjetische Invasion der Mandschurei als Teil des Sowjetisch-Japanischen Krieges, wobei auch die Kurilen, Südsachalin sowie befristet Dalian und Lüshunkou (ehemals Port Arthur) besetzt wurden. Der sowjetische Abzug aus der Mandschurei erfolgte größtenteils 1946, Sinkiang kam 1949 wieder unter chinesische Kontrolle und Lüshunkou räumte die Rote Armee 1954.

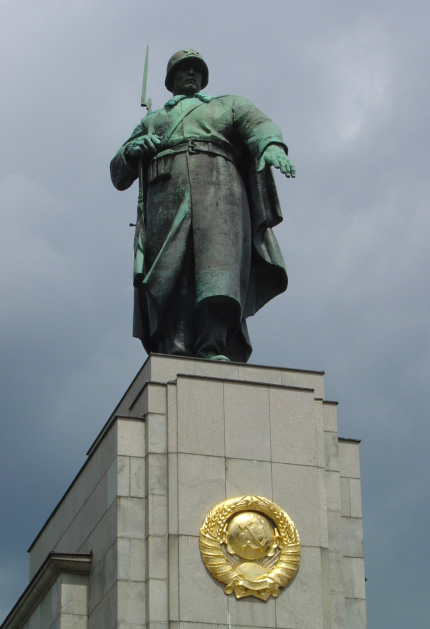
Denkmal für die Rote Armee, in Berlin-Tiergarten

Die historische Bewertung der Roten Armee in der Zeit des Zweiten Weltkrieges ist unterschiedlich: Einerseits war die Sowjetunion in der Anti-Hitler-Koalition die stärkste Kraft im Kampf gegen den deutschen Nationalsozialismus und befreite viele Konzentrationslager, darunter das KZ Auschwitz-Birkenau. In der Endphase des Krieges und nach der deutschen Kapitulation leisteten sowjetische Truppen der deutschen Bevölkerung Hilfe, beispielsweise durch öffentliche Feldküchen und durch die Reparatur der zerstörten Oderdämme, wodurch die Überflutung von agrarischen Nutzflächen verhindert wurde. Andererseits werden ihr Gewaltexzesse vorgeworfen, die von manchen als Rache für die Verbrechen der deutschen Besatzer gesehen werden. Lew Kopelew, der als Offizier der Roten Armee die Gewaltexzesse kritisierte, wurde deswegen zu zehn Jahren Lagerhaft verurteilt. Ähnlich erging es Alexander Solschenizyn.
Während des Zweiten Weltkrieges zog die Rote Armee 34 Millionen Männer ein, von denen nach amtlichen Erhebungen der Sowjetunion 8.668.400 gefallen, vermisst oder in Kriegsgefangenschaft gestorben waren. Schätzungen von Militärhistorikern gehen von bis zu 13 Millionen Rotarmisten aus, die ums Leben kamen. Weitere 939.700 Soldaten wurden im Laufe des Krieges als vermisst oder gefangen gemeldet, aber später „am Leben“ gefunden und wieder in die Armee eingezogen. Dazu kehrten etwa 1,8 Millionen sowjetische Kriegsgefangene nach dem Ende des Krieges zurück in die Heimat. Von etwa 5,5 Millionen sowjetischen Soldaten, die in deutsche Kriegsgefangenschaft gerieten, gingen etwa drei Millionen durch Hunger und Krankheiten zugrunde oder wurden ermordet.
Nach dem errungenen Sieg über Deutschland und der Einnahme von Berlin 1945 unter Marschall Schukow stiegen das Prestige und der politische Einfluss der Roten Armee in der Sowjetunion immens. Der Generalissimus Stalin als Oberbefehlshaber der Armee bemühte sich jedoch bis zu seinem Tod 1953, Schukow und weitere namhafte Kommandeure von entscheidenden Machtpositionen fernzuhalten.

### Kriegsverbrechen
Zeitgenössische Schilderungen berichten von Vergewaltigungen in erheblicher Zahl durch Soldaten der Roten Armee. Schätzungen über die Anzahl variieren. Helke Sander und Barbara Johr gehen anhand von Berechnungen mithilfe von Krankenhausakten von etwa 1,9 Millionen vergewaltigten Frauen und Mädchen während des Vormarsches der Roten Armee aus. Miriam Gebhardt berechnete für alle Besatzungsmächte etwa 860.000 Opfer von Vergewaltigungen zwischen Herbst 1944 und 1955. Gebhardt gibt einschränkend an, dass es „aufgrund der Quellen- und Forschungslage unmöglich ist, die Anzahl der Vergewaltigungsopfer auch nur annährend genau zu bestimmen“.
Die Führung der Roten Armee versuchte, das Problem ab Juni 1945 einzudämmen, dabei reichten die Strafen von Arrest bis zur Hinrichtung. Erst durch die Einrichtung der Besatzungsregierung in Berlin konnte das Problem dort entschärft werden. Ab Mitte 1947 wurden die Soldaten der Roten Armee räumlich von der Wohnbevölkerung getrennt. Im März 1949 schließlich erließ das Präsidium des Obersten Sowjets einen Erlass, der das Strafmaß vereinheitlichte und erhöhte. Eine Vergewaltigung zog zwingend eine Strafe von 10 bis 15 Jahren im Arbeitslager nach sich, schwere Fälle Strafen von bis zu 20 Jahren.
Das Thema wurde im Westen politisch instrumentalisiert, sowohl zur Legitimation des Antikommunismus als auch um die Taten der Nationalsozialisten im Vergleich zu relativieren und zu verharmlosen. Ab 1944 spielte ein angeblicher Aufruf des sowjetischen Schriftstellers Ilja Ehrenburg zur „Schändung deutscher Frauen“ eine wichtige Rolle in der NS-Propaganda. In der DDR war der Umgang mit diesem Thema problematisch, da es das Bild des sowjetischen Soldaten als Befreier schmälerte.

## Ehrung und Gedenken
Der später in der Sowjetunion als Tag der Roten Armee eingerichtete Feiertag am 23. Februar wurde auf den Tag gelegt, an dem 1918 in Petrograd und Moskau erstmals in größerem Umfang Soldaten rekrutiert wurden und an dem es auch zu Siegen bei Kämpfen zwischen der Roten Armee und den Truppen des Deutschen Reiches bei Pskow und Narwa kam. 1949 wurde der Feiertag in Tag der Sowjetischen Armee und Seestreitkräfte umbenannt. Bis zum Ende der Sowjetunion war er einer der wichtigsten Feiertage und ist auch heute noch als Tag der Verteidiger des Vaterlandes ein gesetzlicher Feiertag.

## Film
- Die Rote Armee. Teil 1: Großer Vaterländischer Krieg, Teil 2: Kalter Krieg. Dokumentarfilm. Regie: Michaël Prazan, Arte, Frankreich 2021.